# 3 de 10 amb folre i manilles
El 3 de 10 amb folre i manilles és un castell de gamma extra de 10 pisos d'alçada i 3 persones per pis, reforçat amb dues estructures suplementàries al pis de segons (folre) i de terços (manilles). És la construcció humana més alta que s'ha vist fins avui, juntament amb el 4 de 10 amb folre i manilles.

## Història

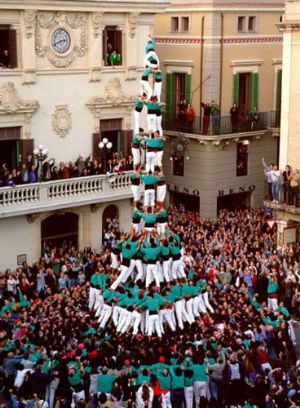
Primer 3 de 10 amb folre i manilles carregat de la història, fet pels Castellers de Vilafranca el 15 de novembre de 1998

El primer intent d'aquest castell el van fer els Minyons de Terrassa el 5 de juliol de 1998, en el marc de la Festa Major de la seva ciutat, a la plaça Vella de Terrassa.
El primer 3 de 10 amb folre i manilles carregat va arribar de la mà dels Castellers de Vilafranca el 15 de novembre de 1998 a la plaça de la Vila de Vilafranca del Penedès. Aquell dia, abans de carregar el castell, els vilafranquins desmuntaren dues vegades la immensa base, la primera amb “quarts” i la segona amb “quints” col·locats, i en una tercera ocasió el castell s'enfonsà amb els sisens ja col·locats. Ja en un darrer intent aconseguiren carregar el castell. El cap de colla, Francesc Moreno "Melilla", pujà al balcó de l'Ajuntament per dedicar el castell a l'afició. Aquesta actuació va ser creada, aixecant una forta polèmica en el món casteller, especialment per assolir aquest castell després d'uns intents infructuosos que els Castellers de Vilafranca havien realitzat poc temps abans i sabent que els Minyons de Terrassa el volien tornar a portar a plaça el 22 de novembre.

Just una setmana després, el 22 de novembre de 1998, i en el marc de la seva XX Diada de la Colla, els Minyons de Terrassa aconseguiren carregar i descarregar aquest castell, per primer cop a la història de la castellística, a la plaça Vella de Terrassa. Aquest primer descarregat pels Minyons de Terrassa (colla que el tornaria a descarregar els anys 2002, 2014, 2015 i 2016) fou precedit uns minuts abans per un altre 3 de 10 amb folre i manilles, que no completaren per la relliscada i despenjament de l'enxaneta en el moment del darrer pas abans de la culminació de la construcció. Malgrat tot, van aconseguir desmuntar-ne tota l'estructura sense caure, repetir-lo amb una nova enxaneta i, ara sí, descarregar-lo per primer cop a la història. La segona vegada que es va veure completar aquest castell per part dels Minyons de Terrassa va ser el 17 de novembre del 2002 durant l'actuació de la seva XXIV Diada de la Colla. El 26 d'octubre de 2014, van aconseguir descarregar-lo per tercera vegada a la Diada Castellera de les Fires de Sant Narcís de Girona. Entre els anys 2015 i 2016, el descarreguen fins a sis vegades més.

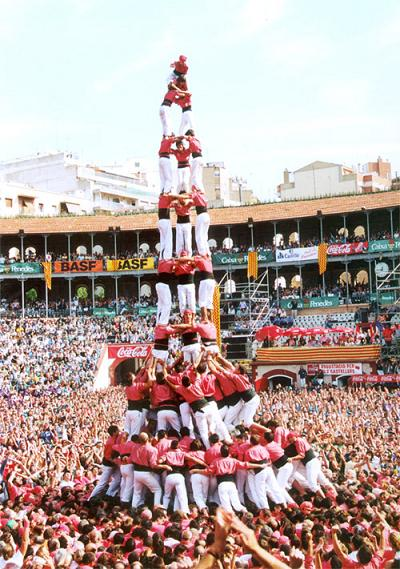
Primer 3 de 10 amb folre i manilles carregat per la Colla Vella dels Xiquets de Valls, fet durant el XVIII Concurs de castells de Tarragona

Per la seva banda, els Castellers de Vilafranca no aconseguirien descarregar-lo fins a la Diada de Sant Fèlix 2013, en el que era el seu 30è intent sobre aquest castell. Dos mesos després en la Diada de Tots Sants, els Castellers de Vilafranca van tornar a descarregar el 3 de 10 amb folre i manilles, essent així la primera colla que descarrega dos castells de 10 en un any.
En la història d'aquesta construcció cal destacar que donà la victòria a la Colla Vella dels Xiquets de Valls al XVIII Concurs de castells de Tarragona de l'any 2000, quan el va aconseguir carregar "in extremis".

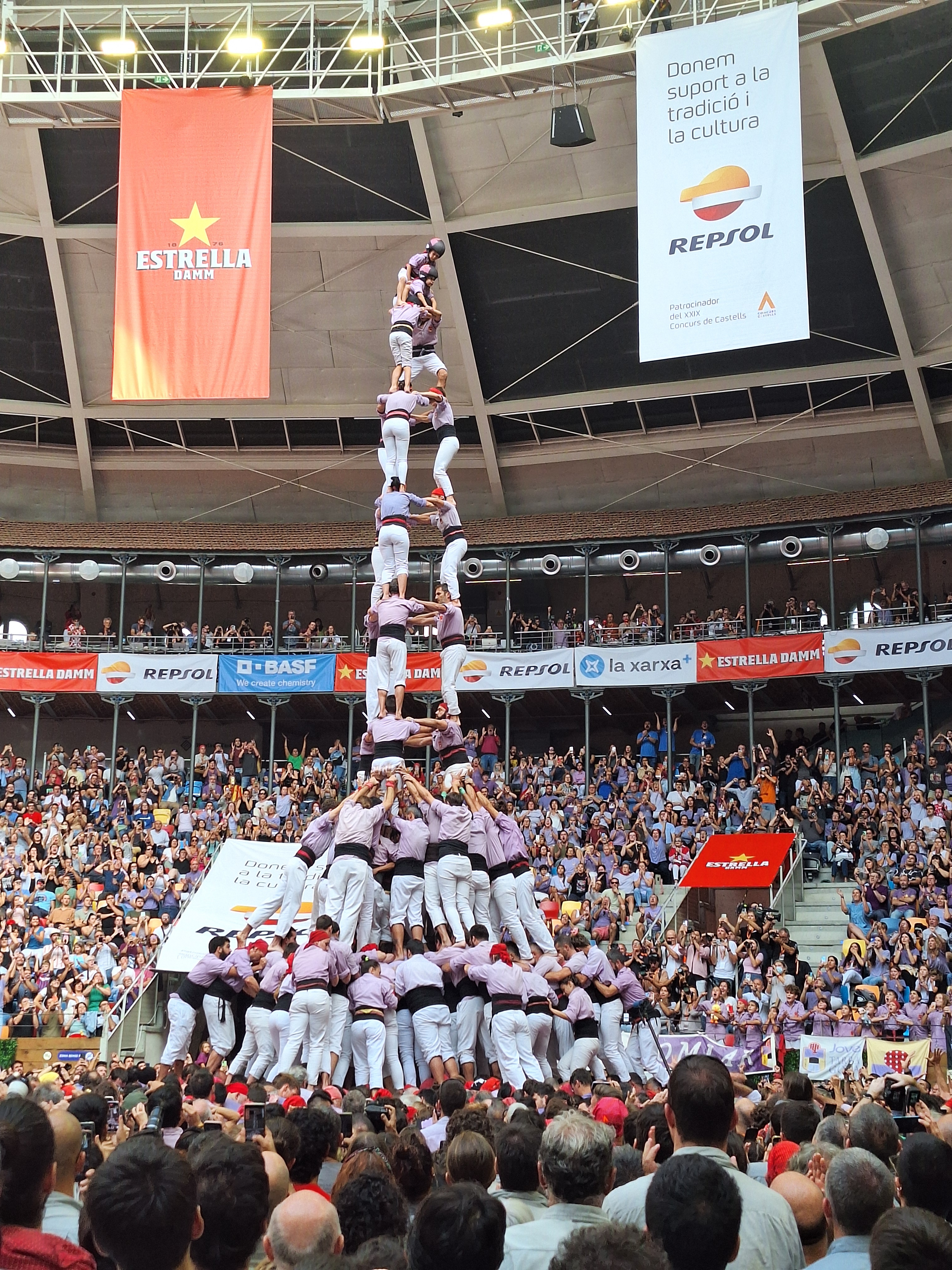
3 de 10 amb folre i manilles descarregat per la Colla Jove Xiquets de Tarragona, fet 6 d'octubre de 2024 al XXIX Concurs de castells de Tarragona

Durant el XXV Concurs de castells de Tarragona, celebrat el 5 d'octubre del 2014, la Colla Jove Xiquets de Tarragona carregà el 3 de 10 amb folre i manilles, esdevenint d'aquesta manera la quarta colla en aconseguir-ho. En aquest mateix concurs, els Castellers de Vilafranca i la Colla Vella dels Xiquets de Valls també carregaren aquest castell, en una defensa aferrissada per guanyar el Concurs.

L'intent més matiner de la història el van protagonitzar els Castellers de Vilafranca l'any 2016, quan van descarregar per primer cop fora de Vilafranca el tres de deu emmanillat. Aquest el va seguir, dies més tard, el primer 3 de 10 amb folre i manilles descarregat de la Colla Vella dels Xiquets de Valls, setze anys després d'haver-lo carregat per primer cop. En la Diada de Sant Fèlix, Castellers de Vilafranca i Vella de Valls van descarregar-lo, mentre que Minyons de Terrassa el carregava en primera ronda. El dia 18 de setembre, els Castellers de Vilafranca descarregaven per primera vegada el 3de10fm a Tarragona, fita que repetien els Minyons de Terrassa a Barcelona uns dies més tard, convertint la capital catalana en la vuitena plaça de 10 del país. El dia 16 d'octubre del mateix any, la Jove de Tarragona va descarregar per primera vegada a la seva història el 3 de 10 amb folre i manilles, aquest cop al Vendrell, que passava a ser la novena plaça de deu (i el Baix Penedès, l'única comarca amb dos municipis de 10).

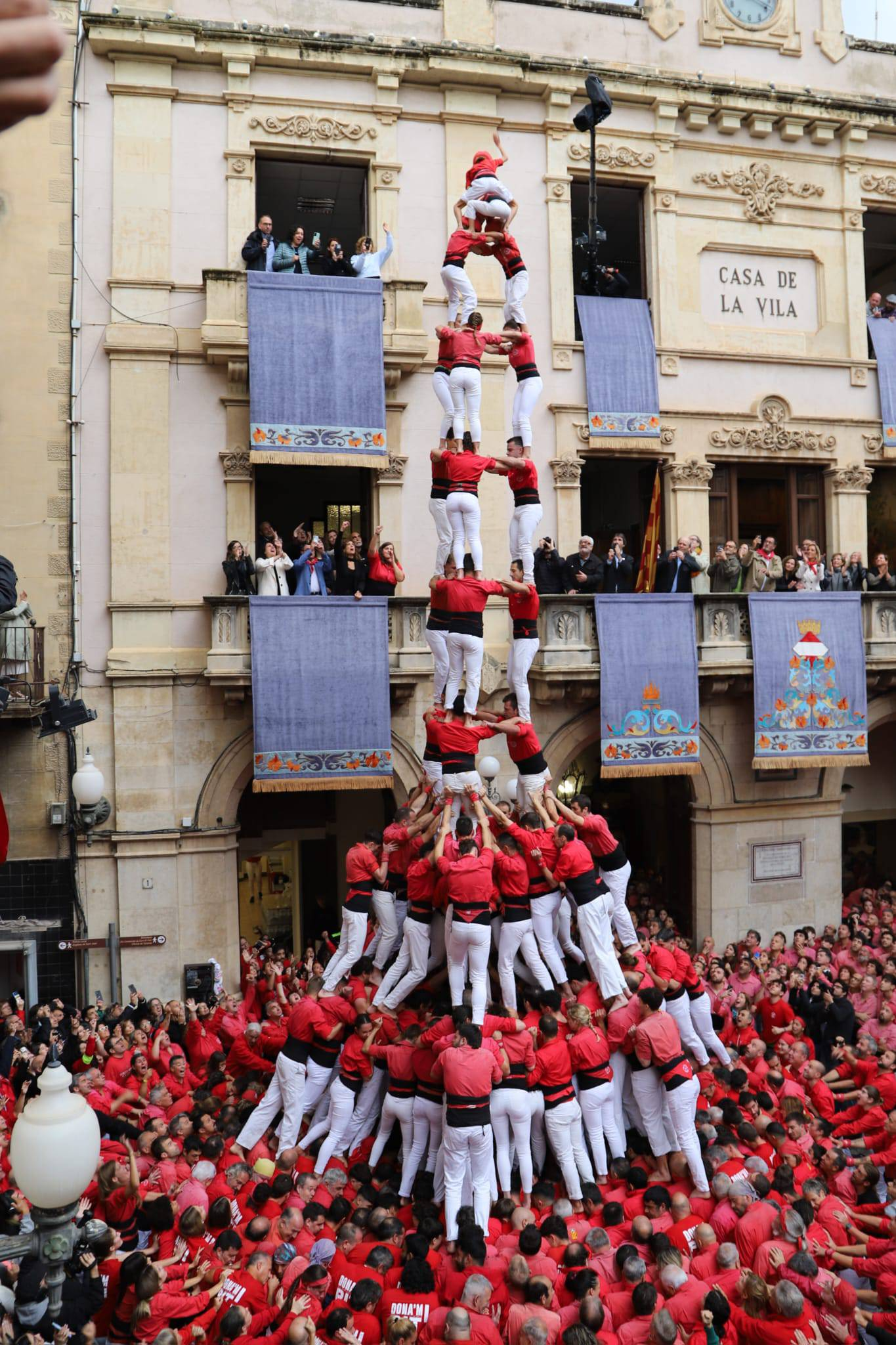
3 de 10 amb folre i manilles carregat per la Colla Joves Xiquets de Valls, fet el 27 d'octubre de 2024 a la Diada de Santa Úrsula

Els Castellers de Vilafranca són la colla que ha descarregat més vegades el 3 de 10 amb folre i manilles en una sola temporada, amb un total de sis vegades l'any 2016 (Vilanova i la Geltrú, l'Arboç, Sant Fèlix, Tarragona, Concurs de castells, Tots Sants).

### Cronologia
La següent taula mostra una cronologia dels intents de 3 de 10 amb folre i manilles fets fins a l'actualitat. Hi figuren les colles que l'han intentat, la data, la diada, la plaça, el resultat del castell, els altres castells intentats en l'actuació i un comentari de cada una de les temptatives.
| \| Núm. \| Colla \| Data \| Diada \| Plaça \| Resultat \| Actuació \| Notes \| \| ---- \| ------------------------ \| ---------------------- \| --------------------------------- \| ---------------------------------------- \| ---------------- \| --------------------------------------------------- \| -------------------------------------------------------------------------------------------------------------------------------------- \| \| 1 \| Minyons de Terrassa \| 5 de juliol de 1998 \| Festa Major de Terrassa \| Plaça Vella, Terrassa \| Intent \| 3de10fm(i), 2de9fm(c), 3de9f, 4de9f, Pde6(i) \| Primer intent de 3de10fm de la història. Primer intent de 3de10fm dels Minyons de Terrassa. Primer intent de 3de10fm a Terrassa. \| \| 2 \| Castellers de Vilafranca \| 30 d'agost de 1998 \| Diada de Sant Fèlix \| Plaça de la Vila, Vilafranca del Penedès \| Intent \| Tde9fm, 4de9fa, 3de10fm(i), 3de9f, Pde7f \| Primer intent de 3de10fm dels Castellers de Vilafranca. Primer intent de 3de10fm a Vilafranca del Penedès. \| \| 3 \| Castellers de Vilafranca \| 1 de novembre de 1998 \| Diada de Tots Sants \| Plaça de la Vila, Vilafranca del Penedès \| Intent \| Tde9fm(i), 3de10fm(i), Tde8f, 4de8, 3de8 \| \| \| 4 \| Castellers de Vilafranca \| 15 de novembre de 1998 \| Diada castellera \| Plaça de la Vila, Vilafranca del Penedès \| Intent \| 3de10fm(i), Tde8f, 3de10fm(c), 4de8 \| \| \| 5 \| Castellers de Vilafranca \| 15 de novembre de 1998 \| Diada castellera \| Plaça de la Vila, Vilafranca del Penedès \| Carregat \| 3de10fm(i), Tde8f, 3de10fm(c), 4de8 \| Primer 3de10fm carregat de la història. Primer 3de10fm carregat dels Castellers de Vilafranca.[2] \| \| 6 \| Minyons de Terrassa \| 22 de novembre de 1998 \| XX Diada dels Minyons de Terrassa \| Plaça Vella, Terrassa \| Intent desmuntat \| 3de10fm(id), 3de10fm, 5de9f, 4de9f, Pde7f(c) \| \| \| 7 \| Minyons de Terrassa \| 22 de novembre de 1998 \| XX Diada dels Minyons de Terrassa \| Plaça Vella, Terrassa \| Descarregat \| 3de10fm(id), 3de10fm, 5de9f, 4de9f, Pde7f(c) \| Primer 3de10fm descarregat de la història. Primer 3de10fm descarregat dels Minyons de Terrassa. Primer 3de10fm descarregat a Terrassa. \| \| 8 \| Castellers de Vilafranca \| 30 d'agost de 1999 \| Diada de Sant Fèlix \| Plaça de la Vila, Vilafranca del Penedès \| Intent \| Tde9fm, 4de9fa(i), 3de10fm(i), 3de9f, Pde8fm \| \| \| 9 \| Castellers de Vilafranca \| 1 de novembre de 1999 \| Diada de Tots Sants \| Plaça de la Vila, Vilafranca del Penedès \| Intent \| 4de9fa(i), 3de10fm(i), Tde8sf(i), Tde8sf(c), Pde8fm \| \| |                          |                        |                                   |                                          |                  |                                                     | |
| Núm. | Colla                    | Data                   | Diada                             | Plaça                                    | Resultat         | Actuació                                            | Notes |
| 1 | Minyons de Terrassa      | 5 de juliol de 1998    | Festa Major de Terrassa           | Plaça Vella, Terrassa                    | Intent           | 3de10fm(i), 2de9fm(c), 3de9f, 4de9f, Pde6(i)        | Primer intent de 3de10fm de la història. Primer intent de 3de10fm dels Minyons de Terrassa. Primer intent de 3de10fm a Terrassa.       |
| 2 | Castellers de Vilafranca | 30 d'agost de 1998     | Diada de Sant Fèlix               | Plaça de la Vila, Vilafranca del Penedès | Intent           | Tde9fm, 4de9fa, 3de10fm(i), 3de9f, Pde7f            | Primer intent de 3de10fm dels Castellers de Vilafranca. Primer intent de 3de10fm a Vilafranca del Penedès.                             |
| 3 | Castellers de Vilafranca | 1 de novembre de 1998  | Diada de Tots Sants               | Plaça de la Vila, Vilafranca del Penedès | Intent           | Tde9fm(i), 3de10fm(i), Tde8f, 4de8, 3de8            | |
| 4 | Castellers de Vilafranca | 15 de novembre de 1998 | Diada castellera                  | Plaça de la Vila, Vilafranca del Penedès | Intent           | 3de10fm(i), Tde8f, 3de10fm(c), 4de8                 | |
| 5 | Castellers de Vilafranca | 15 de novembre de 1998 | Diada castellera                  | Plaça de la Vila, Vilafranca del Penedès | Carregat         | 3de10fm(i), Tde8f, 3de10fm(c), 4de8                 | Primer 3de10fm carregat de la història. Primer 3de10fm carregat dels Castellers de Vilafranca.                                         |
| 6 | Minyons de Terrassa      | 22 de novembre de 1998 | XX Diada dels Minyons de Terrassa | Plaça Vella, Terrassa                    | Intent desmuntat | 3de10fm(id), 3de10fm, 5de9f, 4de9f, Pde7f(c)        | |
| 7 | Minyons de Terrassa      | 22 de novembre de 1998 | XX Diada dels Minyons de Terrassa | Plaça Vella, Terrassa                    | Descarregat      | 3de10fm(id), 3de10fm, 5de9f, 4de9f, Pde7f(c)        | Primer 3de10fm descarregat de la història. Primer 3de10fm descarregat dels Minyons de Terrassa. Primer 3de10fm descarregat a Terrassa. |
| 8 | Castellers de Vilafranca | 30 d'agost de 1999     | Diada de Sant Fèlix               | Plaça de la Vila, Vilafranca del Penedès | Intent           | Tde9fm, 4de9fa(i), 3de10fm(i), 3de9f, Pde8fm        | |
| 9 | Castellers de Vilafranca | 1 de novembre de 1999  | Diada de Tots Sants               | Plaça de la Vila, Vilafranca del Penedès | Intent           | 4de9fa(i), 3de10fm(i), Tde8sf(i), Tde8sf(c), Pde8fm | |

| Núm. | Colla                    | Data                   | Diada                             | Plaça                                    | Resultat         | Actuació                                            | Notes |
| ---- | ------------------------ | ---------------------- | --------------------------------- | ---------------------------------------- | ---------------- | --------------------------------------------------- | --- |
| 1    | Minyons de Terrassa      | 5 de juliol de 1998    | Festa Major de Terrassa           | Plaça Vella, Terrassa                    | Intent           | 3de10fm(i), 2de9fm(c), 3de9f, 4de9f, Pde6(i)        | Primer intent de 3de10fm de la història. Primer intent de 3de10fm dels Minyons de Terrassa. Primer intent de 3de10fm a Terrassa.       |
| 2    | Castellers de Vilafranca | 30 d'agost de 1998     | Diada de Sant Fèlix               | Plaça de la Vila, Vilafranca del Penedès | Intent           | Tde9fm, 4de9fa, 3de10fm(i), 3de9f, Pde7f            | Primer intent de 3de10fm dels Castellers de Vilafranca. Primer intent de 3de10fm a Vilafranca del Penedès.                             |
| 3    | Castellers de Vilafranca | 1 de novembre de 1998  | Diada de Tots Sants               | Plaça de la Vila, Vilafranca del Penedès | Intent           | Tde9fm(i), 3de10fm(i), Tde8f, 4de8, 3de8            | |
| 4    | Castellers de Vilafranca | 15 de novembre de 1998 | Diada castellera                  | Plaça de la Vila, Vilafranca del Penedès | Intent           | 3de10fm(i), Tde8f, 3de10fm(c), 4de8                 | |
| 5    | Castellers de Vilafranca | 15 de novembre de 1998 | Diada castellera                  | Plaça de la Vila, Vilafranca del Penedès | Carregat         | 3de10fm(i), Tde8f, 3de10fm(c), 4de8                 | Primer 3de10fm carregat de la història. Primer 3de10fm carregat dels Castellers de Vilafranca.                                         |
| 6    | Minyons de Terrassa      | 22 de novembre de 1998 | XX Diada dels Minyons de Terrassa | Plaça Vella, Terrassa                    | Intent desmuntat | 3de10fm(id), 3de10fm, 5de9f, 4de9f, Pde7f(c)        | |
| 7    | Minyons de Terrassa      | 22 de novembre de 1998 | XX Diada dels Minyons de Terrassa | Plaça Vella, Terrassa                    | Descarregat      | 3de10fm(id), 3de10fm, 5de9f, 4de9f, Pde7f(c)        | Primer 3de10fm descarregat de la història. Primer 3de10fm descarregat dels Minyons de Terrassa. Primer 3de10fm descarregat a Terrassa. |
| 8    | Castellers de Vilafranca | 30 d'agost de 1999     | Diada de Sant Fèlix               | Plaça de la Vila, Vilafranca del Penedès | Intent           | Tde9fm, 4de9fa(i), 3de10fm(i), 3de9f, Pde8fm        | |
| 9    | Castellers de Vilafranca | 1 de novembre de 1999  | Diada de Tots Sants               | Plaça de la Vila, Vilafranca del Penedès | Intent           | 4de9fa(i), 3de10fm(i), Tde8sf(i), Tde8sf(c), Pde8fm | |

| \| Núm. \| Colla \| Data \| Diada \| Plaça \| Resultat \| Actuació \| Notes \| \| ---- \| --------------------------------- \| ---------------------- \| -------------------------------------- \| ---------------------------------------- \| ---------------- \| ---------------------------------------------------------------- \| ----------------------------------------------------------------------------------------------------------------------------------------------------------------------- \| \| 10 \| Castellers de Vilafranca \| 8 d'octubre de 2000 \| XVIII Concurs de castells de Tarragona \| Plaça de braus, Tarragona \| Intent \| 4de9fa, 3de10fm(i), 3de10fm(i), Tde8sf(c), 4de9sf(i) \| Primer intent de 3de10fm a Tarragona. \| \| 11 \| Colla Vella dels Xiquets de Valls \| 8 d'octubre de 2000 \| XVIII Concurs de castells de Tarragona \| Plaça de braus, Tarragona \| Carregat \| 5de9f, 3de10fm(c), 2de8sf(i), 2de9fm \| Primer intent de 3de10fm de la Colla Vella dels Xiquets de Valls. Primer 3de10fm carregat de la Colla Vella dels Xiquets de Valls. Primer 3de10fm carregat a Tarragona. \| \| 12 \| Castellers de Vilafranca \| 8 d'octubre de 2000 \| XVIII Concurs de castells de Tarragona \| Plaça de braus, Tarragona \| Intent \| 4de9fa, 3de10fm(i), 3de10fm(i), Tde8sf(c), 4de9sf(i) \| \| \| 13 \| Colla Vella dels Xiquets de Valls \| 22 d'octubre de 2000 \| Diada de Santa Úrsula \| Plaça del Blat, Valls \| Intent \| 3de10fm(i), 5de9f(c), 3de9f \| \| \| 14 \| Castellers de Vilafranca \| 1 de novembre de 2000 \| Diada de Tots Sants \| Plaça de la Vila, Vilafranca del Penedès \| Intent \| 3de10fm(i), Tde9fm, 4de9fa, 3de10fm(i), Pde8fm \| \| \| 15 \| Castellers de Vilafranca \| 1 de novembre de 2000 \| Diada de Tots Sants \| Plaça de la Vila, Vilafranca del Penedès \| Intent \| 3de10fm(i), Tde9fm, 4de9fa, 3de10fm(i), Pde8fm \| \| \| 16 \| Minyons de Terrassa \| 19 de novembre de 2000 \| XXII Diada dels Minyons de Terrassa \| Raval de Montserrat, Terrassa \| Carregat \| 3de10fm(c), 2de9fm(c), 4de9f, Pde6 \| \| \| 17 \| Castellers de Vilafranca \| 30 d'agost de 2001 \| Diada de Sant Fèlix \| Plaça de la Vila, Vilafranca del Penedès \| Carregat \| 4de9fa, 3de10fm(c), 5de9f(id), 5de9f(c), Pde8fm(i), Pde8fm \| \| \| 18 \| Minyons de Terrassa \| 23 de setembre de 2001 \| Diada de la Mercè \| Plaça de Sant Jaume, Barcelona \| Intent \| 3de10fm(i), 3de9f, 2de9fm, 4de9f, Pde6 \| Primer intent de 3de10fm a Barcelona. \| \| 19 \| Castellers de Vilafranca \| 30 de setembre de 2001 \| Diada de Sant Miquel \| Plaça de la Vila, Vilafranca del Penedès \| Intent \| 3de10fm(i), 2de8sf(i), 4de9f, 2de8sf(i) \| Primer i únic intent de 3de10fm a la diada de Sant Miquel. \| \| 20 \| Castellers de Vilafranca \| 30 d'agost de 2002 \| Diada de Sant Fèlix \| Plaça de la Vila, Vilafranca del Penedès \| Intent \| 4de9fa, 3de10fm(i), 2de9fm, 3de10fm(i), 3de9f, Pde8fm \| \| \| 21 \| Castellers de Vilafranca \| 30 d'agost de 2002 \| Diada de Sant Fèlix \| Plaça de la Vila, Vilafranca del Penedès \| Intent \| 4de9fa, 3de10fm(i), 2de9fm, 3de10fm(i), 3de9f, Pde8fm \| \| \| 22 \| Castellers de Vilafranca \| 6 d'octubre de 2002 \| XIX Concurs de castells de Tarragona \| Plaça de braus, Tarragona \| Carregat \| 4de9fa, 5de9f, 3de10fm(c), 4de9sf(i) \| \| \| 23 \| Castellers de Vilafranca \| 1 de novembre de 2002 \| Diada de Tots Sants \| Plaça de la Vila, Vilafranca del Penedès \| Intent \| 4de9sf(c), 3de10fm(i), Pde9fmp(i), 2de9fm, Pde8fm(i) \| \| \| 24 \| Minyons de Terrassa \| 17 de novembre de 2002 \| XXIV Diada dels Minyons de Terrassa \| Raval de Montserrat, Terrassa \| Descarregat \| 3de10fm, 4de9fa(i), 4de9fa(c), 2de8f, Pde7f \| \| \| 25 \| Castellers de Vilafranca \| 30 d'agost de 2003 \| Diada de Sant Fèlix \| Plaça de la Vila, Vilafranca del Penedès \| Carregat \| 3de10fm(c), 2de9fm(id), 2de9fm, 4de9fa(id), 4de9fa(c), Pde8fm(i) \| \| \| 26 \| Minyons de Terrassa \| 23 de novembre de 2003 \| XXV Diada dels Minyons de Terrassa \| Raval de Montserrat, Terrassa \| Intent \| 3de10fm(i), 3de9f \| Només es van intentar dos castells ja que començà a ploure i es va suspendre l'acuació.[6] \| \| 27 \| Castellers de Vilafranca \| 3 d'octubre de 2004 \| XX Concurs de castells de Tarragona \| Plaça de braus, Tarragona \| Intent \| 4de9fa, Pde8fm, 2de8sf(c), 3de10fm(i) \| \| \| 28 \| Minyons de Terrassa \| 21 de novembre de 2004 \| XXVI Diada dels Minyons de Terrassa \| Raval de Montserrat, Terrassa \| Carregat \| 2de9fm, 3de10fm(c), 4de9f \| \| \| 29 \| Castellers de Vilafranca \| 30 d'agost de 2005 \| Diada de Sant Fèlix \| Plaça de la Vila, Vilafranca del Penedès \| Carregat \| 4de9fa, 2de9sm(c), 3de10fm(c), Pde8fm(c) \| Millor diada de la història fins l'1 de novembre de 2012. \| \| 30 \| Minyons de Terrassa \| 20 de novembre de 2005 \| XXVII Diada dels Minyons de Terrassa \| Raval de Montserrat, Terrassa \| Intent \| 3de10fm(i), 2de9fm, 4de9f, 5de8 \| \| \| 31 \| Castellers de Vilafranca \| 30 d'agost de 2006 \| Diada de Sant Fèlix \| Plaça de la Vila, Vilafranca del Penedès \| Carregat \| 4de9fa, 5de9f, 3de10fm(c), Pde8fm \| \| \| 32 \| Castellers de Vilafranca \| 1 d'octubre de 2006 \| XXI Concurs de castells de Tarragona \| Plaça de braus, Tarragona \| Intent \| 4de9fa, 5de9f, 3de10fm(i), 2de8sf(c) \| \| \| 33 \| Castellers de Vilafranca \| 30 d'agost de 2007 \| Diada de Sant Fèlix \| Plaça de la Vila, Vilafranca del Penedès \| Intent desmuntat \| 4de9fa(c), 3de10fm(id), 3de10fm(i), 2de9fm, Pde8fm \| \| \| 34 \| Castellers de Vilafranca \| 30 d'agost de 2007 \| Diada de Sant Fèlix \| Plaça de la Vila, Vilafranca del Penedès \| Intent \| 4de9fa(c), 3de10fm(id), 3de10fm(i), 2de9fm, Pde8fm \| \| \| 35 \| Castellers de Vilafranca \| 30 d'agost de 2009 \| Diada de Sant Fèlix \| Plaça de la Vila, Vilafranca del Penedès \| Intent \| 4de9fa, 3de10fm(i), 2de9fm, 3de9fa(i), 4de9f, Pde7f(i) \| \| \| 36 \| Castellers de Vilafranca \| 1 de novembre de 2009 \| Diada de Tots Sants \| Plaça de la Vila, Vilafranca del Penedès \| Intent \| 3de10fm(i), 2de9fm, 4de9fa(c), 3de9f, Pde8fm(c) \| \| \| 37 \| Minyons de Terrassa \| 22 de novembre de 2009 \| XXXI Diada dels Minyons de Terrassa \| Raval de Montserrat, Terrassa \| Intent \| 3de10fm(i), 2de9fm(i), 3de9f, 4de9f, 5de8 \| \| |                                   |                        |                                        |                                          |                  |                                                                  | |
| Núm. | Colla                             | Data                   | Diada                                  | Plaça                                    | Resultat         | Actuació                                                         | Notes |
| 10 | Castellers de Vilafranca          | 8 d'octubre de 2000    | XVIII Concurs de castells de Tarragona | Plaça de braus, Tarragona                | Intent           | 4de9fa, 3de10fm(i), 3de10fm(i), Tde8sf(c), 4de9sf(i)             | Primer intent de 3de10fm a Tarragona. |
| 11 | Colla Vella dels Xiquets de Valls | 8 d'octubre de 2000    | XVIII Concurs de castells de Tarragona | Plaça de braus, Tarragona                | Carregat         | 5de9f, 3de10fm(c), 2de8sf(i), 2de9fm                             | Primer intent de 3de10fm de la Colla Vella dels Xiquets de Valls. Primer 3de10fm carregat de la Colla Vella dels Xiquets de Valls. Primer 3de10fm carregat a Tarragona. |
| 12 | Castellers de Vilafranca          | 8 d'octubre de 2000    | XVIII Concurs de castells de Tarragona | Plaça de braus, Tarragona                | Intent           | 4de9fa, 3de10fm(i), 3de10fm(i), Tde8sf(c), 4de9sf(i)             | |
| 13 | Colla Vella dels Xiquets de Valls | 22 d'octubre de 2000   | Diada de Santa Úrsula                  | Plaça del Blat, Valls                    | Intent           | 3de10fm(i), 5de9f(c), 3de9f                                      | |
| 14 | Castellers de Vilafranca          | 1 de novembre de 2000  | Diada de Tots Sants                    | Plaça de la Vila, Vilafranca del Penedès | Intent           | 3de10fm(i), Tde9fm, 4de9fa, 3de10fm(i), Pde8fm                   | |
| 15 | Castellers de Vilafranca          | 1 de novembre de 2000  | Diada de Tots Sants                    | Plaça de la Vila, Vilafranca del Penedès | Intent           | 3de10fm(i), Tde9fm, 4de9fa, 3de10fm(i), Pde8fm                   | |
| 16 | Minyons de Terrassa               | 19 de novembre de 2000 | XXII Diada dels Minyons de Terrassa    | Raval de Montserrat, Terrassa            | Carregat         | 3de10fm(c), 2de9fm(c), 4de9f, Pde6                               | |
| 17 | Castellers de Vilafranca          | 30 d'agost de 2001     | Diada de Sant Fèlix                    | Plaça de la Vila, Vilafranca del Penedès | Carregat         | 4de9fa, 3de10fm(c), 5de9f(id), 5de9f(c), Pde8fm(i), Pde8fm       | |
| 18 | Minyons de Terrassa               | 23 de setembre de 2001 | Diada de la Mercè                      | Plaça de Sant Jaume, Barcelona           | Intent           | 3de10fm(i), 3de9f, 2de9fm, 4de9f, Pde6                           | Primer intent de 3de10fm a Barcelona. |
| 19 | Castellers de Vilafranca          | 30 de setembre de 2001 | Diada de Sant Miquel                   | Plaça de la Vila, Vilafranca del Penedès | Intent           | 3de10fm(i), 2de8sf(i), 4de9f, 2de8sf(i)                          | Primer i únic intent de 3de10fm a la diada de Sant Miquel. |
| 20 | Castellers de Vilafranca          | 30 d'agost de 2002     | Diada de Sant Fèlix                    | Plaça de la Vila, Vilafranca del Penedès | Intent           | 4de9fa, 3de10fm(i), 2de9fm, 3de10fm(i), 3de9f, Pde8fm            | |
| 21 | Castellers de Vilafranca          | 30 d'agost de 2002     | Diada de Sant Fèlix                    | Plaça de la Vila, Vilafranca del Penedès | Intent           | 4de9fa, 3de10fm(i), 2de9fm, 3de10fm(i), 3de9f, Pde8fm            | |
| 22 | Castellers de Vilafranca          | 6 d'octubre de 2002    | XIX Concurs de castells de Tarragona   | Plaça de braus, Tarragona                | Carregat         | 4de9fa, 5de9f, 3de10fm(c), 4de9sf(i)                             | |
| 23 | Castellers de Vilafranca          | 1 de novembre de 2002  | Diada de Tots Sants                    | Plaça de la Vila, Vilafranca del Penedès | Intent           | 4de9sf(c), 3de10fm(i), Pde9fmp(i), 2de9fm, Pde8fm(i)             | |
| 24 | Minyons de Terrassa               | 17 de novembre de 2002 | XXIV Diada dels Minyons de Terrassa    | Raval de Montserrat, Terrassa            | Descarregat      | 3de10fm, 4de9fa(i), 4de9fa(c), 2de8f, Pde7f                      | |
| 25 | Castellers de Vilafranca          | 30 d'agost de 2003     | Diada de Sant Fèlix                    | Plaça de la Vila, Vilafranca del Penedès | Carregat         | 3de10fm(c), 2de9fm(id), 2de9fm, 4de9fa(id), 4de9fa(c), Pde8fm(i) | |
| 26 | Minyons de Terrassa               | 23 de novembre de 2003 | XXV Diada dels Minyons de Terrassa     | Raval de Montserrat, Terrassa            | Intent           | 3de10fm(i), 3de9f                                                | Només es van intentar dos castells ja que començà a ploure i es va suspendre l'acuació.                                                                                 |
| 27 | Castellers de Vilafranca          | 3 d'octubre de 2004    | XX Concurs de castells de Tarragona    | Plaça de braus, Tarragona                | Intent           | 4de9fa, Pde8fm, 2de8sf(c), 3de10fm(i)                            | |
| 28 | Minyons de Terrassa               | 21 de novembre de 2004 | XXVI Diada dels Minyons de Terrassa    | Raval de Montserrat, Terrassa            | Carregat         | 2de9fm, 3de10fm(c), 4de9f                                        | |
| 29 | Castellers de Vilafranca          | 30 d'agost de 2005     | Diada de Sant Fèlix                    | Plaça de la Vila, Vilafranca del Penedès | Carregat         | 4de9fa, 2de9sm(c), 3de10fm(c), Pde8fm(c)                         | Millor diada de la història fins l'1 de novembre de 2012. |
| 30 | Minyons de Terrassa               | 20 de novembre de 2005 | XXVII Diada dels Minyons de Terrassa   | Raval de Montserrat, Terrassa            | Intent           | 3de10fm(i), 2de9fm, 4de9f, 5de8                                  | |
| 31 | Castellers de Vilafranca          | 30 d'agost de 2006     | Diada de Sant Fèlix                    | Plaça de la Vila, Vilafranca del Penedès | Carregat         | 4de9fa, 5de9f, 3de10fm(c), Pde8fm                                | |
| 32 | Castellers de Vilafranca          | 1 d'octubre de 2006    | XXI Concurs de castells de Tarragona   | Plaça de braus, Tarragona                | Intent           | 4de9fa, 5de9f, 3de10fm(i), 2de8sf(c)                             | |
| 33 | Castellers de Vilafranca          | 30 d'agost de 2007     | Diada de Sant Fèlix                    | Plaça de la Vila, Vilafranca del Penedès | Intent desmuntat | 4de9fa(c), 3de10fm(id), 3de10fm(i), 2de9fm, Pde8fm               | |
| 34 | Castellers de Vilafranca          | 30 d'agost de 2007     | Diada de Sant Fèlix                    | Plaça de la Vila, Vilafranca del Penedès | Intent           | 4de9fa(c), 3de10fm(id), 3de10fm(i), 2de9fm, Pde8fm               | |
| 35 | Castellers de Vilafranca          | 30 d'agost de 2009     | Diada de Sant Fèlix                    | Plaça de la Vila, Vilafranca del Penedès | Intent           | 4de9fa, 3de10fm(i), 2de9fm, 3de9fa(i), 4de9f, Pde7f(i)           | |
| 36 | Castellers de Vilafranca          | 1 de novembre de 2009  | Diada de Tots Sants                    | Plaça de la Vila, Vilafranca del Penedès | Intent           | 3de10fm(i), 2de9fm, 4de9fa(c), 3de9f, Pde8fm(c)                  | |
| 37 | Minyons de Terrassa               | 22 de novembre de 2009 | XXXI Diada dels Minyons de Terrassa    | Raval de Montserrat, Terrassa            | Intent           | 3de10fm(i), 2de9fm(i), 3de9f, 4de9f, 5de8                        | |

| Núm. | Colla                             | Data                   | Diada                                  | Plaça                                    | Resultat         | Actuació                                                         | Notes |
| ---- | --------------------------------- | ---------------------- | -------------------------------------- | ---------------------------------------- | ---------------- | ---------------------------------------------------------------- | --- |
| 10   | Castellers de Vilafranca          | 8 d'octubre de 2000    | XVIII Concurs de castells de Tarragona | Plaça de braus, Tarragona                | Intent           | 4de9fa, 3de10fm(i), 3de10fm(i), Tde8sf(c), 4de9sf(i)             | Primer intent de 3de10fm a Tarragona. |
| 11   | Colla Vella dels Xiquets de Valls | 8 d'octubre de 2000    | XVIII Concurs de castells de Tarragona | Plaça de braus, Tarragona                | Carregat         | 5de9f, 3de10fm(c), 2de8sf(i), 2de9fm                             | Primer intent de 3de10fm de la Colla Vella dels Xiquets de Valls. Primer 3de10fm carregat de la Colla Vella dels Xiquets de Valls. Primer 3de10fm carregat a Tarragona. |
| 12   | Castellers de Vilafranca          | 8 d'octubre de 2000    | XVIII Concurs de castells de Tarragona | Plaça de braus, Tarragona                | Intent           | 4de9fa, 3de10fm(i), 3de10fm(i), Tde8sf(c), 4de9sf(i)             | |
| 13   | Colla Vella dels Xiquets de Valls | 22 d'octubre de 2000   | Diada de Santa Úrsula                  | Plaça del Blat, Valls                    | Intent           | 3de10fm(i), 5de9f(c), 3de9f                                      | |
| 14   | Castellers de Vilafranca          | 1 de novembre de 2000  | Diada de Tots Sants                    | Plaça de la Vila, Vilafranca del Penedès | Intent           | 3de10fm(i), Tde9fm, 4de9fa, 3de10fm(i), Pde8fm                   | |
| 15   | Castellers de Vilafranca          | 1 de novembre de 2000  | Diada de Tots Sants                    | Plaça de la Vila, Vilafranca del Penedès | Intent           | 3de10fm(i), Tde9fm, 4de9fa, 3de10fm(i), Pde8fm                   | |
| 16   | Minyons de Terrassa               | 19 de novembre de 2000 | XXII Diada dels Minyons de Terrassa    | Raval de Montserrat, Terrassa            | Carregat         | 3de10fm(c), 2de9fm(c), 4de9f, Pde6                               | |
| 17   | Castellers de Vilafranca          | 30 d'agost de 2001     | Diada de Sant Fèlix                    | Plaça de la Vila, Vilafranca del Penedès | Carregat         | 4de9fa, 3de10fm(c), 5de9f(id), 5de9f(c), Pde8fm(i), Pde8fm       | |
| 18   | Minyons de Terrassa               | 23 de setembre de 2001 | Diada de la Mercè                      | Plaça de Sant Jaume, Barcelona           | Intent           | 3de10fm(i), 3de9f, 2de9fm, 4de9f, Pde6                           | Primer intent de 3de10fm a Barcelona. |
| 19   | Castellers de Vilafranca          | 30 de setembre de 2001 | Diada de Sant Miquel                   | Plaça de la Vila, Vilafranca del Penedès | Intent           | 3de10fm(i), 2de8sf(i), 4de9f, 2de8sf(i)                          | Primer i únic intent de 3de10fm a la diada de Sant Miquel. |
| 20   | Castellers de Vilafranca          | 30 d'agost de 2002     | Diada de Sant Fèlix                    | Plaça de la Vila, Vilafranca del Penedès | Intent           | 4de9fa, 3de10fm(i), 2de9fm, 3de10fm(i), 3de9f, Pde8fm            | |
| 21   | Castellers de Vilafranca          | 30 d'agost de 2002     | Diada de Sant Fèlix                    | Plaça de la Vila, Vilafranca del Penedès | Intent           | 4de9fa, 3de10fm(i), 2de9fm, 3de10fm(i), 3de9f, Pde8fm            | |
| 22   | Castellers de Vilafranca          | 6 d'octubre de 2002    | XIX Concurs de castells de Tarragona   | Plaça de braus, Tarragona                | Carregat         | 4de9fa, 5de9f, 3de10fm(c), 4de9sf(i)                             | |
| 23   | Castellers de Vilafranca          | 1 de novembre de 2002  | Diada de Tots Sants                    | Plaça de la Vila, Vilafranca del Penedès | Intent           | 4de9sf(c), 3de10fm(i), Pde9fmp(i), 2de9fm, Pde8fm(i)             | |
| 24   | Minyons de Terrassa               | 17 de novembre de 2002 | XXIV Diada dels Minyons de Terrassa    | Raval de Montserrat, Terrassa            | Descarregat      | 3de10fm, 4de9fa(i), 4de9fa(c), 2de8f, Pde7f                      | |
| 25   | Castellers de Vilafranca          | 30 d'agost de 2003     | Diada de Sant Fèlix                    | Plaça de la Vila, Vilafranca del Penedès | Carregat         | 3de10fm(c), 2de9fm(id), 2de9fm, 4de9fa(id), 4de9fa(c), Pde8fm(i) | |
| 26   | Minyons de Terrassa               | 23 de novembre de 2003 | XXV Diada dels Minyons de Terrassa     | Raval de Montserrat, Terrassa            | Intent           | 3de10fm(i), 3de9f                                                | Només es van intentar dos castells ja que començà a ploure i es va suspendre l'acuació.                                                                                 |
| 27   | Castellers de Vilafranca          | 3 d'octubre de 2004    | XX Concurs de castells de Tarragona    | Plaça de braus, Tarragona                | Intent           | 4de9fa, Pde8fm, 2de8sf(c), 3de10fm(i)                            | |
| 28   | Minyons de Terrassa               | 21 de novembre de 2004 | XXVI Diada dels Minyons de Terrassa    | Raval de Montserrat, Terrassa            | Carregat         | 2de9fm, 3de10fm(c), 4de9f                                        | |
| 29   | Castellers de Vilafranca          | 30 d'agost de 2005     | Diada de Sant Fèlix                    | Plaça de la Vila, Vilafranca del Penedès | Carregat         | 4de9fa, 2de9sm(c), 3de10fm(c), Pde8fm(c)                         | Millor diada de la història fins l'1 de novembre de 2012. |
| 30   | Minyons de Terrassa               | 20 de novembre de 2005 | XXVII Diada dels Minyons de Terrassa   | Raval de Montserrat, Terrassa            | Intent           | 3de10fm(i), 2de9fm, 4de9f, 5de8                                  | |
| 31   | Castellers de Vilafranca          | 30 d'agost de 2006     | Diada de Sant Fèlix                    | Plaça de la Vila, Vilafranca del Penedès | Carregat         | 4de9fa, 5de9f, 3de10fm(c), Pde8fm                                | |
| 32   | Castellers de Vilafranca          | 1 d'octubre de 2006    | XXI Concurs de castells de Tarragona   | Plaça de braus, Tarragona                | Intent           | 4de9fa, 5de9f, 3de10fm(i), 2de8sf(c)                             | |
| 33   | Castellers de Vilafranca          | 30 d'agost de 2007     | Diada de Sant Fèlix                    | Plaça de la Vila, Vilafranca del Penedès | Intent desmuntat | 4de9fa(c), 3de10fm(id), 3de10fm(i), 2de9fm, Pde8fm               | |
| 34   | Castellers de Vilafranca          | 30 d'agost de 2007     | Diada de Sant Fèlix                    | Plaça de la Vila, Vilafranca del Penedès | Intent           | 4de9fa(c), 3de10fm(id), 3de10fm(i), 2de9fm, Pde8fm               | |
| 35   | Castellers de Vilafranca          | 30 d'agost de 2009     | Diada de Sant Fèlix                    | Plaça de la Vila, Vilafranca del Penedès | Intent           | 4de9fa, 3de10fm(i), 2de9fm, 3de9fa(i), 4de9f, Pde7f(i)           | |
| 36   | Castellers de Vilafranca          | 1 de novembre de 2009  | Diada de Tots Sants                    | Plaça de la Vila, Vilafranca del Penedès | Intent           | 3de10fm(i), 2de9fm, 4de9fa(c), 3de9f, Pde8fm(c)                  | |
| 37   | Minyons de Terrassa               | 22 de novembre de 2009 | XXXI Diada dels Minyons de Terrassa    | Raval de Montserrat, Terrassa            | Intent           | 3de10fm(i), 2de9fm(i), 3de9f, 4de9f, 5de8                        | |

| \| Núm. \| Colla \| Data \| Diada \| Plaça \| Resultat \| Actuació \| Notes \| \| ---- \| --------------------------------- \| ---------------------- \| -------------------------------------------- \| ---------------------------------------- \| ---------------- \| ----------------------------------------------------------- \| ------------------------------------------------------------------------------------------------------------------------------ \| \| 38 \| Castellers de Vilafranca \| 30 d'agost de 2010 \| Diada de Sant Fèlix \| Plaça de la Vila, Vilafranca del Penedès \| Intent \| 4de9fa, 5de9f(id), 5de9f, 3de10fm(i), 2de9fm(c), Pde8fm \| \| \| 39 \| Minyons de Terrassa \| 21 de novembre de 2010 \| XXXII Diada dels Minyons de Terrassa \| Raval de Montserrat, Terrassa \| Intent desmuntat \| 3de10fm(id), 3de10fm(c), 5de9f(i), 4de8, 2de8f \| \| \| 40 \| Minyons de Terrassa \| 21 de novembre de 2010 \| XXXII Diada dels Minyons de Terrassa \| Raval de Montserrat, Terrassa \| Carregat \| 3de10fm(id), 3de10fm(c), 5de9f(i), 4de8, 2de8f \| \| \| 41 \| Castellers de Vilafranca \| 30 d'agost de 2011 \| Diada de Sant Fèlix \| Plaça de la Vila, Vilafranca del Penedès \| Intent \| 4de9fa, 2de9sm(i), 2de9fm, 3de10fm(i), 3de9f, Pde8fm \| \| \| 42 \| Minyons de Terrassa \| 30 d'octubre de 2011 \| Diada de Sant Narcís \| Plaça del Vi, Girona \| Intent desmuntat \| 3de10fm(id), 3de9f, 5de9f(i), 4de8, 2de8f \| Primer intent de 3de10fm a Girona. \| \| 43 \| Castellers de Vilafranca \| 1 de novembre de 2011 \| Diada de Tots Sants \| Plaça de la Vila, Vilafranca del Penedès \| Intent \| 3de10fm(i), 3de10fm(c), 2de9sm(c), 5de9f, Pde6(c) \| \| \| 44 \| Castellers de Vilafranca \| 1 de novembre de 2011 \| Diada de Tots Sants \| Plaça de la Vila, Vilafranca del Penedès \| Carregat \| 3de10fm(i), 3de10fm(c), 2de9sm(c), 5de9f, Pde6(c) \| \| \| 45 \| Minyons de Terrassa \| 27 de novembre de 2011 \| XXXIII Diada dels Minyons de Terrassa \| Raval de Montserrat, Terrassa \| Intent \| 3de10fm(i), 3de10fm(i), 2de8f, 4de8 \| \| \| 46 \| Minyons de Terrassa \| 27 de novembre de 2011 \| XXXIII Diada dels Minyons de Terrassa \| Raval de Montserrat, Terrassa \| Intent \| 3de10fm(i), 3de10fm(i), 2de8f, 4de8 \| \| \| 47 \| Minyons de Terrassa \| 18 de novembre de 2012 \| XXXIV Diada dels Minyons de Terrassa \| Raval de Montserrat, Terrassa \| Intent \| 3de10fm(i), 4de9f, 2de9fm(c), 3de8 \| \| \| 48 \| Castellers de Vilafranca \| 30 d'agost de 2013 \| Diada de Sant Fèlix \| Plaça de la Vila, Vilafranca del Penedès \| Descarregat \| 4de9fa, 3de10fm, 4de9sf, Pde8fm \| Primer 3de10fm descarregat dels Castellers de Vilafranca. Primer 3de10fm descarregat a Vilafranca del Penedès. \| \| 49 \| Colla Vella dels Xiquets de Valls \| 27 d'octubre de 2013 \| Diada de Santa Úrsula \| Plaça del Blat, Valls \| Intent desmuntat \| 3de10fm(id), 3de10fm(i), 5de9f(c), 3de10fm(i), 3de9f \| Primer intent de la Colla Vella dels Xiquets de Valls des del 2000. \| \| 50 \| Colla Vella dels Xiquets de Valls \| 27 d'octubre de 2013 \| Diada de Santa Úrsula \| Plaça del Blat, Valls \| Intent \| 3de10fm(id), 3de10fm(i), 5de9f(c), 3de10fm(i), 3de9f \| \| \| 51 \| Colla Vella dels Xiquets de Valls \| 27 d'octubre de 2013 \| Diada de Santa Úrsula \| Plaça del Blat, Valls \| Intent \| 3de10fm(id), 3de10fm(i), 5de9f(c), 3de10fm(i), 3de9f \| Primera vegada que es fan 3 intents de 3de10fm en una mateixa actuació. \| \| 52 \| Castellers de Vilafranca \| 1 de novembre de 2013 \| Diada de Tots Sants \| Plaça de la Vila, Vilafranca del Penedès \| Descarregat \| 5de9f, 3de10fm, 4de10fm(i), 4de9f, Pde8fm \| \| \| 53 \| Castellers de Vilafranca \| 30 d'agost de 2014 \| Diada de Sant Fèlix \| Plaça de la Vila, Vilafranca del Penedès \| Carregat \| 4de9fa, 3de10fm(c), 4de9f, Pde8fm \| \| \| 54 \| Colla Vella dels Xiquets de Valls \| 5 d'octubre de 2014 \| XXV Concurs de Castells de Tarragona \| Tarraco Arena Plaça, Tarragona \| Carregat \| 4de9fa, 3de10fm(c), 2d8sf(c), 4de9sf(id) \| \| \| 55 \| Castellers de Vilafranca \| 5 d'octubre de 2014 \| XXV Concurs de Castells de Tarragona \| Tarraco Arena Plaça, Tarragona \| Carregat \| 4de9fa, 3d9fa, 2d8sf(c), 3de10fm(c) \| \| \| 56 \| Colla Jove Xiquets de Tarragona \| 5 d'octubre de 2014 \| XXV Concurs de Castells de Tarragona \| Tarraco Arena Plaça, Tarragona \| Carregat \| 9d8, 5de9f, 3d9fa(i), 3de10fm(c) \| Primer intent de 3de10fm de la Colla Jove Xiquets de Tarragona. Primer 3de10fm carregat de la Colla Jove Xiquets de Tarragona. \| \| 57 \| Minyons de Terrassa \| 26 d'octubre de 2014 \| Fires i Festes de Sant Narcís \| Plaça del Vi, Girona \| Descarregat \| 3de10fm, 2de9fm, 4de9f, Pde7f \| Primer 3de10fm descarregat a Girona. \| \| 58 \| Colla Vella dels Xiquets de Valls \| 26 d'octubre de 2014 \| Diada de Santa Úrsula \| Plaça del Blat, Valls \| Intent \| 4de9fa, 3de10fm(i), 3de10fm(i), 4de9sf(c), Pde8fm \| \| \| 59 \| Colla Vella dels Xiquets de Valls \| 26 d'octubre de 2014 \| Diada de Santa Úrsula \| Plaça del Blat, Valls \| Intent \| 4de9fa, 3de10fm(i), 3de10fm(i), 4de9sf(c), Pde8fm \| \| \| 60 \| Castellers de Vilafranca \| 1 de novembre de 2014 \| Diada de Tots Sants \| Plaça de la Vila, Vilafranca del Penedès \| Intent desmuntat \| 5d9f, 3d10fm(id), 3de10fm(c), 4d9sf(c), P6 \| \| \| 61 \| Castellers de Vilafranca \| 1 de novembre de 2014 \| Diada de Tots Sants \| Plaça de la Vila, Vilafranca del Penedès \| Carregat \| 5d9f, 3d10fm(id), 3de10fm(c), 4d9sf(c), P6 \| \| \| 62 \| Minyons de Terrassa \| 16 de novembre de 2014 \| XXXVI diada dels Minyons de Terrassa \| Raval de Montserrat, Terrassa \| Carregat \| 3de10fm(c), 4de10fm(i), 4de9f, 2de9fm, Pde8fm \| \| \| 63 \| Minyons de Terrassa \| 30 d'agost de 2015 \| Diada de Sant Fèlix \| Plaça de la Vila, Vilafranca del Penedès \| Descarregat \| 3de10fm, 5de9f, 2de9fm, Pde8fm(c) \| Segona colla en descarregar el 3de10fm a Vilafranca del Penedès. \| \| 64 \| Colla Vella dels Xiquets de Valls \| 30 d'agost de 2015 \| Diada de Sant Fèlix \| Plaça de la Vila, Vilafranca del Penedès \| Intent \| 4de9fa, 3de10fm(i), 4de9sf, 2de8sf(c), Pde8fm \| \| \| 65 \| Castellers de Vilafranca \| 30 d'agost de 2015 \| Diada de Sant Fèlix \| Plaça de la Vila, Vilafranca del Penedès \| Intent desmuntat \| 3de9fa, 3de10fm(id), 3de10fm(c), 2de8sf(c), Pde8fm \| \| \| 66 \| Castellers de Vilafranca \| 30 d'agost de 2015 \| Diada de Sant Fèlix \| Plaça de la Vila, Vilafranca del Penedès \| Carregat \| 3de9fa, 3de10fm(id), 3de10fm(c), 2de8sf(c), Pde8fm \| \| \| 67 \| Castellers de Vilafranca \| 20 de setembre de 2015 \| Diada del primer diumenge de festes \| Plaça de la Font, Tarragona \| Carregat \| 3de10fm(c), 3de9fa, 2de8sf(id), 2de8sf(c), Pde8fm \| \| \| 68 \| Colla Jove Xiquets de Tarragona \| 20 de setembre de 2015 \| Diada del primer diumenge de festes \| Plaça de la Font, Tarragona \| Intent \| 5de9f(c), 3de10fm(i), 4de9f(id), 4de9f(i), Pde5 \| \| \| 69 \| Colla Vella dels Xiquets de Valls \| 20 de setembre de 2015 \| Diada del primer diumenge de festes \| Plaça de la Font, Tarragona \| Carregat \| 4de9fa(c), 4de9sf(id), 4de9sf, 3de10fm(c), Pde8fm(c) \| \| \| 70 \| Minyons de Terrassa \| 11 d'octubre de 2015 \| Diada Castellera de la Nova Atenes \| Parc de Sant Jordi, Terrassa \| Intent desmuntat \| 3de10fm(id), 3de10fm, 5de9f, 2de9fm, Pde7f \| Es va desmuntar a la primera nota del toc de gralles pel despenjament d'un component de les manilles. \| \| 71 \| Minyons de Terrassa \| 11 d'octubre de 2015 \| Diada Castellera de la Nova Atenes \| Parc de Sant Jordi, Terrassa \| Descarregat \| 3de10fm(id), 3de10fm, 5de9f, 2de9fm, Pde7f \| \| \| 72 \| Minyons de Terrassa \| 25 d'octubre de 2015 \| Diada de Sant Narcís \| Plaça del Vi, Girona \| Descarregat \| 3de10fm, 2de8sf(i), 2de9fm, 5de9f, Pde8fm \| \| \| 73 \| Colla Vella dels Xiquets de Valls \| 25 d'octubre de 2015 \| Diada de Santa Úrsula \| Plaça del Blat, Valls \| Carregat \| 3de10fm(c), 4de9sf, 2de8sf(i), 2de8sf(c), Pde7f \| Primer 3de10fm carregat a Valls. \| \| 74 \| Colla Joves Xiquets de Valls \| 25 d'octubre de 2015 \| Diada de Santa Úrsula \| Plaça del Blat, Valls \| Intent \| 3de10fm(i), 3de10fm(i), 3de9f, 2de9fm, Pde5 \| Primer intent de 3de10fm de la Colla Joves Xiquets de Valls. \| \| 75 \| Colla Joves Xiquets de Valls \| 25 d'octubre de 2015 \| Diada de Santa Úrsula \| Plaça del Blat, Valls \| Intent \| 3de10fm(i), 3de10fm(i), 3de9f, 2de9fm, Pde5 \| \| \| 76 \| Castellers de Vilafranca \| 1 de novembre de 2015 \| Diada de Tots Sants \| Plaça de la Vila, Vilafranca del Penedès \| Descarregat \| 3de9fa, 2de8sf, 3de10fm, Pde8fm \| Millor actuació de la història fins al moment. \| \| 77 \| Minyons de Terrassa \| 22 de novembre de 2015 \| XXXVII Diada dels Minyons de Terrassa \| Plaça vella, Terrassa \| Descarregat \| 3de10fm, 4de10fm, 3de9fa(c), Pde8fm \| Primera actuació de la història amb dos castells de deu descarregats diferents, el 3 i el 4. Primer 4de10fm de la història. \| \| 78 \| Castellers de Vilafranca \| 30 de juliol de 2016 \| Diada de Festa Major de Vilanova i la Geltrú \| Plaça de la Vila, Vilanova i la Geltrú \| Descarregat \| Tde9fm, 3de10fm, 3de9fa, Pde8fm \| Primer 3de10fm descarregat a Vilanova i la Geltrú. \| \| 79 \| Colla Vella dels Xiquets de Valls \| 3 d'agost de 2016 \| Diada de Firagost \| Plaça del Blat, Valls \| Descarregat \| 4de9fp, 3de10fm, 5de9f, Pde8fm \| Primer 3de10fm descarregat de la Colla Vella dels Xiquets de Valls. Primer 3de10fm descarregat a Valls. \| \| 80 \| Castellers de Vilafranca \| 28 d'agost de 2016 \| Diada de Festa Major de l'Arboç \| Carrer Major, l'Arboç \| Intent desmuntat \| Tde9fm, 3de10fm(id), 3de10fm, 4de9f, Pde8fm \| Primer intent de 3de10fm a l'Arboç. \| \| 81 \| Castellers de Vilafranca \| 28 d'agost de 2016 \| Diada de Festa Major de l'Arboç \| Plaça de la Vila, l'Arboç \| Descarregat \| Tde9fm, 3de10fm(id), 3de10fm, 4de9f, Pde8fm \| Primer 3de10fm descarregat a l'Arboç. \| \| 82 \| Minyons de Terrassa \| 30 d'agost de 2016 \| Diada de Sant Fèlix \| Plaça de la Vila, Vilafranca del Penedès \| Carregat \| 3de10fm(c), 2de9fm, 5de9f, Pde7f \| \| \| 83 \| Colla Vella dels Xiquets de Valls \| 30 d'agost de 2016 \| Diada de Sant Fèlix \| Plaça de la Vila, Vilafranca del Penedès \| Descarregat \| 3de10fm, 4de9sf, 4de9fp, Pde8fm(c) \| Tercera colla en descarregar el 3de10fm a Vilafranca del Penedès. \| \| 84 \| Castellers de Vilafranca \| 30 d'agost de 2016 \| Diada de Sant Fèlix \| Plaça de la Vila, Vilafranca del Penedès \| Descarregat \| 3de10fm, 4de10fm(i), 3de9fa(id), 3de9fa, 4de10fm(c), Pde8fm \| \| \| 85 \| Castellers de Vilafranca \| 18 de setembre de 2016 \| Diada del primer diumenge de festes \| Plaça de la Font, Tarragona \| Descarregat \| 3de10fm, 3de9fa, tde9fm, Pde8fm \| Primer 3de10fm descarregat a Tarragona. \| \| 86 \| Colla Vella dels Xiquets de Valls \| 18 de setembre de 2016 \| Diada del primer diumenge de festes \| Plaça de la Font, Tarragona \| Carregat \| 3de10fm(c), 4de9fp(c), 4de10fm(c), Pde6 \| \| \| 87 \| Minyons de Terrassa \| 25 de setembre de 2016 \| Festa Major de La Mercè \| Plaça de Sant Jaume, Barcelona \| Descarregat \| 3de10fm, 5de9f, 2de9fm, Pde7f \| Primer 3de10fm descarregat a Barcelona. \| \| 88 \| Castellers de Vilafranca \| 2 d'octubre de 2016 \| XXVI Concurs de castells de Tarragona \| Tarraco Arena Plaça, Tarragona \| Descarregat \| 3de10fm, Tde8sf(c), 4de10fm, Tde8sf(c) \| Primer 3de10fm descarregat en un Concurs de Castells. \| \| 89 \| Colla Joves Xiquets de Valls \| 2 d'octubre de 2016 \| XXVI Concurs de castells de Tarragona \| Tarraco Arena Plaça, Tarragona \| Intent \| 5de9f, 3d10fm(i), 2de9fm(i), 3de9f, 4de9f \| \| \| 90 \| Colla Vella dels Xiquets de Valls \| 2 d'octubre de 2016 \| XXVI Concurs de castells de Tarragona \| Tarraco Arena Plaça, Tarragona \| Intent \| 4d10fm(c), 3d10fm(i), 4de9sf, 3de9sf(id), 3de9sf(i) \| \| \| 91 \| Colla Jove Xiquets de Tarragona \| 2 d'octubre de 2016 \| XXVI Concurs de castells de Tarragona \| Tarraco Arena Plaça, Tarragona \| Intent \| 5de9f, 3de9fa, 3d10fm(i), 9de8 \| \| \| 92 \| Colla Jove Xiquets de Tarragona \| 16 d'octubre de 2016 \| Diada de Santa Teresa \| Plaça Vella, El Vendrell \| Descarregat \| 3d10fm, 5de9f, 3de9fa (i), 9de8, Pde8fm \| Primer 3d10fm descarregat de la Colla Jove Xiquets de Tarragona. Primer 3de10fm descarregat al Vendrell. \| \| 93 \| Colla Joves Xiquets de Valls \| 23 d'octubre de 2016 \| Diada de Santa Úrsula \| Plaça del Blat, Valls \| Intent \| 3de10fm(i), 3de9f, 2de8sf(i), 2de8sf(i), 2de8f, Pd5 \| \| \| 94 \| Colla Vella dels Xiquets de Valls \| 23 d'octubre de 2016 \| Diada de Santa Úrsula \| Plaça del Blat, Valls \| Descarregat \| 4de10fm, 3de10fm, 4de9sf, Pd5 \| \| \| 95 \| Minyons de Terrassa \| 30 d'octubre de 2016 \| Diada de Sant Narcís \| Plaça del Vi, Girona \| Carregat \| 3de10fm(c), 3de9fa, 5de9f, Pde8fm \| \| \| 96 \| Castellers de Vilafranca \| 10 de novembre de 2016 \| Diada de Tots Sants \| Plaça de la Vila, Vilafranca del Penedès \| Descarregat \| 3de10fm, 3de9fa, 4de9sf, Pde8fm \| \| \| 97 \| Minyons de Terrassa \| 20 de novembre de 2016 \| Diada dels Minyons de Terrassa \| Plaça Vella, Terrassa \| Descarregat \| 3de10fm, 4de10fm, 2de8sf(i), 3de9fa, Pde8fm \| \| \| 98 \| Colla Vella dels Xiquets de Valls \| 24 de juny de 2017 \| Diada de Sant Joan \| Plaça del Blat, Valls \| Intent \| 3de10fm(i), 3de9f, 4de9f, 4de8p, Pde6 \| \| \| 99 \| Minyons de Terrassa \| 2 de juliol de 2017 \| Festa Major de Terrassa \| Raval de Montserrat, Terrassa \| Carregat \| 3de10fm(c), 2de9fm, 4de9f, Pde8fm \| \| \| 100 \| Castellers de Vilafranca \| 29 de juliol de 2017 \| Diada de Festa Major de Vilanova i la Geltrú \| Plaça de la Vila, Vilanova i la Geltrú \| Carregat \| Tde9fm, 3de10fm(c), 4de9fa, Pde8fm(id), Pd5, Pd5 \| \| \| 101 \| Castellers de Vilafranca \| 27 d'agost de 2017 \| Diada de Festa Major de l'Arboç \| Plaça de la Vila, l'Arboç \| Descarregat \| Tde9fm, 3de10fm, 4de9fa(i), 4de9f, Pde7f \| \| \| 102 \| Minyons de Terrassa \| 30 d'agost de 2017 \| Diada de Sant Fèlix \| Plaça de la Vila, Vilafranca del Penedès \| Intent \| 3de10fm(i), 2de9fm, 3de9f, 4de9f, Pde7f \| \| \| 103 \| Castellers de Vilafranca \| 30 d'agost de 2017 \| Diada de Sant Fèlix \| Plaça de la Vila, Vilafranca del Penedès \| Descarregat \| 3de10fm, td8sf, 4de10fm(i), 3de9fa, Pde8fm \| \| \| 104 \| Colla Vella dels Xiquets de Valls \| 30 d'agost de 2017 \| Diada de Sant Fèlix \| Plaça de la Vila, Vilafranca del Penedès \| Intent desmuntat \| 4de9fp, 4de9sf, 3de10fm(id), 5de9f, Pde8fm \| \| \| 105 \| Castellers de Vilafranca \| 17 de setembre de 2017 \| Diada del primer diumenge de festes \| Plaça de la Font, Tarragona \| Carregat \| 3de10fm(c), Tde8sf(c), 4de9sf(c), Pde6 \| \| \| 106 \| Colla Jove Xiquets de Tarragona \| 17 de setembre de 2017 \| Diada del primer diumenge de festes \| Plaça de la Font, Tarragona \| Carregat \| 5de9f, 3de10fm(c), 4de9f, Pde8fm \| \| \| 107 \| Castellers de Vilafranca \| 1 de novembre de 2017 \| Diada de Tots Sants \| Plaça de la Vila, Vilafranca del Penedès \| Descarregat \| 3de10fm, td8sf, 3de9fa, Pde8fm(i), Pde8fm \| \| \| 108 \| Minyons de Terrassa \| 19 de novembre de 2017 \| Diada dels Minyons de Terrassa \| Plaça Vella, Terrassa \| Carregat \| 3de10fm(c), 2de9fm, 4de9f, Pde6 \| \| \| 109 \| Castellers de Vilafranca \| 28 de juliol de 2018 \| Diada de Festa Major de Vilanova i la Geltrú \| Plaça de la Vila, Vilanova i la Geltrú \| Descarregat \| Tde9fm, 3de10fm, 5de9f, Pde8fm \| \| \| 110 \| Colla Vella dels Xiquets de Valls \| 1 d'agost de 2018 \| Diada de Firagost \| Plaça del Blat, Valls \| Carregat \| 5de9f, 3de10fm(c), 4de9fp, Pde7f \| \| \| 111 \| Castellers de Vilafranca \| 30 d'agost de 2018 \| Diada de Sant Fèlix \| Plaça de la Vila, Vilafranca del Penedès \| Descarregat \| 3de10fm, Td8sf(c), 4de10fm(i), 4de9f(id), Pde5, Pde5 \| \| \| 112 \| Colla Jove Xiquets de Tarragona \| 23 de setembre de 2018 \| Diada de Santa Tecla \| Plaça de la Font, Tarragona \| Carregat \| 3de10fm(c), 4de9fa(id), 9de8, 4de9f(id), Pde8fm(c) \| \| \| 113 \| Castellers de Vilafranca \| 7 d'octubre de 2018 \| XXVII Concurs de castells de Tarragona \| Tarraco Arena Plaça, Tarragona \| Descarregat \| 3de10fm, Tde8sf(c), 4de10fm(i), Tde9fm \| \| \| 114 \| Colla Jove Xiquets de Tarragona \| 7 d'octubre de 2018 \| XXVII Concurs de castells de Tarragona \| Tarraco Arena Plaça, Tarragona \| Carregat \| 5de9f, 3d10fm(c), 9de8 \| \| \| 115 \| Colla Vella dels Xiquets de Valls \| 7 d'octubre de 2018 \| XXVII Concurs de castells de Tarragona \| Tarraco Arena Plaça, Tarragona \| Carregat \| 4de9sf, 2de8sf, 3de10fm(c) \| \| \| 116 \| Colla Vella dels Xiquets de Valls \| 21 d'octubre de 2018 \| Diada de Santa Úrsula \| Plaça del Blat, Valls \| Intent desmuntat \| 4de9sf, 2de9sm(i) 3de10fm(id), 3de9sf(i), 4de9f, Pd6 \| \| \| 117 \| Castellers de Vilafranca \| 1 de novembre de 2018 \| Diada de Tots Sants \| Plaça de la Vila, Vilafranca del Penedès \| Descarregat \| 3de10fm, Td8sf(i), Tde9fm, 5de9f(i), 4de9f, Pde6 \| \| \| 118 \| Castellers de Vilafranca \| 3 d'agost de 2019 \| Diada de Festa Major de Vilanova i la Geltrú \| Plaça de la Vila, Vilanova i la Geltrú \| Carregat \| Tde9fm, 3de10fm(c), 4de9f, Pde7f \| \| \| 119 \| Castellers de Vilafranca \| 25 d'agost de 2019 \| Diada de Festa Major de l'Arboç \| Plaça de la Vila, l'Arboç \| Carregat \| Tde9fm, 3de10fm(c), 4de9f, Pde7f \| \| \| 120 \| Castellers de Vilafranca \| 30 d'agost de 2019 \| Diada de Sant Fèlix \| Plaça de la Vila, Vilafranca del Penedès \| Carregat \| 3de10fm(c), 3de9fa(id), 3de9fa, 4de9sf(id), Tde9fm, Pde8fm \| \| \| 121 \| Colla Jove Xiquets de Tarragona \| 30 d'agost de 2019 \| Diada de Sant Fèlix \| Plaça de la Vila, Vilafranca del Penedès \| Intent desmuntat \| 4de9fa(i), 9de8, 3de10fm(id), 3de9f, 4de9f, Pde8fm \| \| \| 122 \| Castellers de Vilafranca \| 1 de novembre de 2019 \| Diada de Tots Sants \| Plaça de la Vila, Vilafranca del Penedès \| Intent desmuntat \| 3de10fm(id), Tde9fm, 4de9sf, 3de10fm, Pde8fm \| \| \| 123 \| Castellers de Vilafranca \| 1 de novembre de 2019 \| Diada de Tots Sants \| Plaça de la Vila, Vilafranca del Penedès \| Descarregat \| 3de10fm(id), Tde9fm, 4de9sf, 3de10fm, Pde8fm \| \| \| 124 \| Minyons de Terrassa \| 17 de novembre de 2019 \| Diada dels Minyons de Terrassa \| Plaça Vella, Terrassa \| Carregat \| 2de9fm, 3de10fm(c), 9de8, Pde8fm \| \| |                                   |                        |                                              |                                          |                  |                                                             | |
| Núm. | Colla                             | Data                   | Diada                                        | Plaça                                    | Resultat         | Actuació                                                    | Notes |
| 38 | Castellers de Vilafranca          | 30 d'agost de 2010     | Diada de Sant Fèlix                          | Plaça de la Vila, Vilafranca del Penedès | Intent           | 4de9fa, 5de9f(id), 5de9f, 3de10fm(i), 2de9fm(c), Pde8fm     | |
| 39 | Minyons de Terrassa               | 21 de novembre de 2010 | XXXII Diada dels Minyons de Terrassa         | Raval de Montserrat, Terrassa            | Intent desmuntat | 3de10fm(id), 3de10fm(c), 5de9f(i), 4de8, 2de8f              | |
| 40 | Minyons de Terrassa               | 21 de novembre de 2010 | XXXII Diada dels Minyons de Terrassa         | Raval de Montserrat, Terrassa            | Carregat         | 3de10fm(id), 3de10fm(c), 5de9f(i), 4de8, 2de8f              | |
| 41 | Castellers de Vilafranca          | 30 d'agost de 2011     | Diada de Sant Fèlix                          | Plaça de la Vila, Vilafranca del Penedès | Intent           | 4de9fa, 2de9sm(i), 2de9fm, 3de10fm(i), 3de9f, Pde8fm        | |
| 42 | Minyons de Terrassa               | 30 d'octubre de 2011   | Diada de Sant Narcís                         | Plaça del Vi, Girona                     | Intent desmuntat | 3de10fm(id), 3de9f, 5de9f(i), 4de8, 2de8f                   | Primer intent de 3de10fm a Girona.                                                                                             |
| 43 | Castellers de Vilafranca          | 1 de novembre de 2011  | Diada de Tots Sants                          | Plaça de la Vila, Vilafranca del Penedès | Intent           | 3de10fm(i), 3de10fm(c), 2de9sm(c), 5de9f, Pde6(c)           | |
| 44 | Castellers de Vilafranca          | 1 de novembre de 2011  | Diada de Tots Sants                          | Plaça de la Vila, Vilafranca del Penedès | Carregat         | 3de10fm(i), 3de10fm(c), 2de9sm(c), 5de9f, Pde6(c)           | |
| 45 | Minyons de Terrassa               | 27 de novembre de 2011 | XXXIII Diada dels Minyons de Terrassa        | Raval de Montserrat, Terrassa            | Intent           | 3de10fm(i), 3de10fm(i), 2de8f, 4de8                         | |
| 46 | Minyons de Terrassa               | 27 de novembre de 2011 | XXXIII Diada dels Minyons de Terrassa        | Raval de Montserrat, Terrassa            | Intent           | 3de10fm(i), 3de10fm(i), 2de8f, 4de8                         | |
| 47 | Minyons de Terrassa               | 18 de novembre de 2012 | XXXIV Diada dels Minyons de Terrassa         | Raval de Montserrat, Terrassa            | Intent           | 3de10fm(i), 4de9f, 2de9fm(c), 3de8                          | |
| 48 | Castellers de Vilafranca          | 30 d'agost de 2013     | Diada de Sant Fèlix                          | Plaça de la Vila, Vilafranca del Penedès | Descarregat      | 4de9fa, 3de10fm, 4de9sf, Pde8fm                             | Primer 3de10fm descarregat dels Castellers de Vilafranca. Primer 3de10fm descarregat a Vilafranca del Penedès.                 |
| 49 | Colla Vella dels Xiquets de Valls | 27 d'octubre de 2013   | Diada de Santa Úrsula                        | Plaça del Blat, Valls                    | Intent desmuntat | 3de10fm(id), 3de10fm(i), 5de9f(c), 3de10fm(i), 3de9f        | Primer intent de la Colla Vella dels Xiquets de Valls des del 2000.                                                            |
| 50 | Colla Vella dels Xiquets de Valls | 27 d'octubre de 2013   | Diada de Santa Úrsula                        | Plaça del Blat, Valls                    | Intent           | 3de10fm(id), 3de10fm(i), 5de9f(c), 3de10fm(i), 3de9f        | |
| 51 | Colla Vella dels Xiquets de Valls | 27 d'octubre de 2013   | Diada de Santa Úrsula                        | Plaça del Blat, Valls                    | Intent           | 3de10fm(id), 3de10fm(i), 5de9f(c), 3de10fm(i), 3de9f        | Primera vegada que es fan 3 intents de 3de10fm en una mateixa actuació.                                                        |
| 52 | Castellers de Vilafranca          | 1 de novembre de 2013  | Diada de Tots Sants                          | Plaça de la Vila, Vilafranca del Penedès | Descarregat      | 5de9f, 3de10fm, 4de10fm(i), 4de9f, Pde8fm                   | |
| 53 | Castellers de Vilafranca          | 30 d'agost de 2014     | Diada de Sant Fèlix                          | Plaça de la Vila, Vilafranca del Penedès | Carregat         | 4de9fa, 3de10fm(c), 4de9f, Pde8fm                           | |
| 54 | Colla Vella dels Xiquets de Valls | 5 d'octubre de 2014    | XXV Concurs de Castells de Tarragona         | Tarraco Arena Plaça, Tarragona           | Carregat         | 4de9fa, 3de10fm(c), 2d8sf(c), 4de9sf(id)                    | |
| 55 | Castellers de Vilafranca          | 5 d'octubre de 2014    | XXV Concurs de Castells de Tarragona         | Tarraco Arena Plaça, Tarragona           | Carregat         | 4de9fa, 3d9fa, 2d8sf(c), 3de10fm(c)                         | |
| 56 | Colla Jove Xiquets de Tarragona   | 5 d'octubre de 2014    | XXV Concurs de Castells de Tarragona         | Tarraco Arena Plaça, Tarragona           | Carregat         | 9d8, 5de9f, 3d9fa(i), 3de10fm(c)                            | Primer intent de 3de10fm de la Colla Jove Xiquets de Tarragona. Primer 3de10fm carregat de la Colla Jove Xiquets de Tarragona. |
| 57 | Minyons de Terrassa               | 26 d'octubre de 2014   | Fires i Festes de Sant Narcís                | Plaça del Vi, Girona                     | Descarregat      | 3de10fm, 2de9fm, 4de9f, Pde7f                               | Primer 3de10fm descarregat a Girona.                                                                                           |
| 58 | Colla Vella dels Xiquets de Valls | 26 d'octubre de 2014   | Diada de Santa Úrsula                        | Plaça del Blat, Valls                    | Intent           | 4de9fa, 3de10fm(i), 3de10fm(i), 4de9sf(c), Pde8fm           | |
| 59 | Colla Vella dels Xiquets de Valls | 26 d'octubre de 2014   | Diada de Santa Úrsula                        | Plaça del Blat, Valls                    | Intent           | 4de9fa, 3de10fm(i), 3de10fm(i), 4de9sf(c), Pde8fm           | |
| 60 | Castellers de Vilafranca          | 1 de novembre de 2014  | Diada de Tots Sants                          | Plaça de la Vila, Vilafranca del Penedès | Intent desmuntat | 5d9f, 3d10fm(id), 3de10fm(c), 4d9sf(c), P6                  | |
| 61 | Castellers de Vilafranca          | 1 de novembre de 2014  | Diada de Tots Sants                          | Plaça de la Vila, Vilafranca del Penedès | Carregat         | 5d9f, 3d10fm(id), 3de10fm(c), 4d9sf(c), P6                  | |
| 62 | Minyons de Terrassa               | 16 de novembre de 2014 | XXXVI diada dels Minyons de Terrassa         | Raval de Montserrat, Terrassa            | Carregat         | 3de10fm(c), 4de10fm(i), 4de9f, 2de9fm, Pde8fm               | |
| 63 | Minyons de Terrassa               | 30 d'agost de 2015     | Diada de Sant Fèlix                          | Plaça de la Vila, Vilafranca del Penedès | Descarregat      | 3de10fm, 5de9f, 2de9fm, Pde8fm(c)                           | Segona colla en descarregar el 3de10fm a Vilafranca del Penedès.                                                               |
| 64 | Colla Vella dels Xiquets de Valls | 30 d'agost de 2015     | Diada de Sant Fèlix                          | Plaça de la Vila, Vilafranca del Penedès | Intent           | 4de9fa, 3de10fm(i), 4de9sf, 2de8sf(c), Pde8fm               | |
| 65 | Castellers de Vilafranca          | 30 d'agost de 2015     | Diada de Sant Fèlix                          | Plaça de la Vila, Vilafranca del Penedès | Intent desmuntat | 3de9fa, 3de10fm(id), 3de10fm(c), 2de8sf(c), Pde8fm          | |
| 66 | Castellers de Vilafranca          | 30 d'agost de 2015     | Diada de Sant Fèlix                          | Plaça de la Vila, Vilafranca del Penedès | Carregat         | 3de9fa, 3de10fm(id), 3de10fm(c), 2de8sf(c), Pde8fm          | |
| 67 | Castellers de Vilafranca          | 20 de setembre de 2015 | Diada del primer diumenge de festes          | Plaça de la Font, Tarragona              | Carregat         | 3de10fm(c), 3de9fa, 2de8sf(id), 2de8sf(c), Pde8fm           | |
| 68 | Colla Jove Xiquets de Tarragona   | 20 de setembre de 2015 | Diada del primer diumenge de festes          | Plaça de la Font, Tarragona              | Intent           | 5de9f(c), 3de10fm(i), 4de9f(id), 4de9f(i), Pde5             | |
| 69 | Colla Vella dels Xiquets de Valls | 20 de setembre de 2015 | Diada del primer diumenge de festes          | Plaça de la Font, Tarragona              | Carregat         | 4de9fa(c), 4de9sf(id), 4de9sf, 3de10fm(c), Pde8fm(c)        | |
| 70 | Minyons de Terrassa               | 11 d'octubre de 2015   | Diada Castellera de la Nova Atenes           | Parc de Sant Jordi, Terrassa             | Intent desmuntat | 3de10fm(id), 3de10fm, 5de9f, 2de9fm, Pde7f                  | Es va desmuntar a la primera nota del toc de gralles pel despenjament d'un component de les manilles.                          |
| 71 | Minyons de Terrassa               | 11 d'octubre de 2015   | Diada Castellera de la Nova Atenes           | Parc de Sant Jordi, Terrassa             | Descarregat      | 3de10fm(id), 3de10fm, 5de9f, 2de9fm, Pde7f                  | |
| 72 | Minyons de Terrassa               | 25 d'octubre de 2015   | Diada de Sant Narcís                         | Plaça del Vi, Girona                     | Descarregat      | 3de10fm, 2de8sf(i), 2de9fm, 5de9f, Pde8fm                   | |
| 73 | Colla Vella dels Xiquets de Valls | 25 d'octubre de 2015   | Diada de Santa Úrsula                        | Plaça del Blat, Valls                    | Carregat         | 3de10fm(c), 4de9sf, 2de8sf(i), 2de8sf(c), Pde7f             | Primer 3de10fm carregat a Valls.                                                                                               |
| 74 | Colla Joves Xiquets de Valls      | 25 d'octubre de 2015   | Diada de Santa Úrsula                        | Plaça del Blat, Valls                    | Intent           | 3de10fm(i), 3de10fm(i), 3de9f, 2de9fm, Pde5                 | Primer intent de 3de10fm de la Colla Joves Xiquets de Valls.                                                                   |
| 75 | Colla Joves Xiquets de Valls      | 25 d'octubre de 2015   | Diada de Santa Úrsula                        | Plaça del Blat, Valls                    | Intent           | 3de10fm(i), 3de10fm(i), 3de9f, 2de9fm, Pde5                 | |
| 76 | Castellers de Vilafranca          | 1 de novembre de 2015  | Diada de Tots Sants                          | Plaça de la Vila, Vilafranca del Penedès | Descarregat      | 3de9fa, 2de8sf, 3de10fm, Pde8fm                             | Millor actuació de la història fins al moment.                                                                                 |
| 77 | Minyons de Terrassa               | 22 de novembre de 2015 | XXXVII Diada dels Minyons de Terrassa        | Plaça vella, Terrassa                    | Descarregat      | 3de10fm, 4de10fm, 3de9fa(c), Pde8fm                         | Primera actuació de la història amb dos castells de deu descarregats diferents, el 3 i el 4. Primer 4de10fm de la història.    |
| 78 | Castellers de Vilafranca          | 30 de juliol de 2016   | Diada de Festa Major de Vilanova i la Geltrú | Plaça de la Vila, Vilanova i la Geltrú   | Descarregat      | Tde9fm, 3de10fm, 3de9fa, Pde8fm                             | Primer 3de10fm descarregat a Vilanova i la Geltrú.                                                                             |
| 79 | Colla Vella dels Xiquets de Valls | 3 d'agost de 2016      | Diada de Firagost                            | Plaça del Blat, Valls                    | Descarregat      | 4de9fp, 3de10fm, 5de9f, Pde8fm                              | Primer 3de10fm descarregat de la Colla Vella dels Xiquets de Valls. Primer 3de10fm descarregat a Valls.                        |
| 80 | Castellers de Vilafranca          | 28 d'agost de 2016     | Diada de Festa Major de l'Arboç              | Carrer Major, l'Arboç                    | Intent desmuntat | Tde9fm, 3de10fm(id), 3de10fm, 4de9f, Pde8fm                 | Primer intent de 3de10fm a l'Arboç.                                                                                            |
| 81 | Castellers de Vilafranca          | 28 d'agost de 2016     | Diada de Festa Major de l'Arboç              | Plaça de la Vila, l'Arboç                | Descarregat      | Tde9fm, 3de10fm(id), 3de10fm, 4de9f, Pde8fm                 | Primer 3de10fm descarregat a l'Arboç.                                                                                          |
| 82 | Minyons de Terrassa               | 30 d'agost de 2016     | Diada de Sant Fèlix                          | Plaça de la Vila, Vilafranca del Penedès | Carregat         | 3de10fm(c), 2de9fm, 5de9f, Pde7f                            | |
| 83 | Colla Vella dels Xiquets de Valls | 30 d'agost de 2016     | Diada de Sant Fèlix                          | Plaça de la Vila, Vilafranca del Penedès | Descarregat      | 3de10fm, 4de9sf, 4de9fp, Pde8fm(c)                          | Tercera colla en descarregar el 3de10fm a Vilafranca del Penedès.                                                              |
| 84 | Castellers de Vilafranca          | 30 d'agost de 2016     | Diada de Sant Fèlix                          | Plaça de la Vila, Vilafranca del Penedès | Descarregat      | 3de10fm, 4de10fm(i), 3de9fa(id), 3de9fa, 4de10fm(c), Pde8fm | |
| 85 | Castellers de Vilafranca          | 18 de setembre de 2016 | Diada del primer diumenge de festes          | Plaça de la Font, Tarragona              | Descarregat      | 3de10fm, 3de9fa, tde9fm, Pde8fm                             | Primer 3de10fm descarregat a Tarragona.                                                                                        |
| 86 | Colla Vella dels Xiquets de Valls | 18 de setembre de 2016 | Diada del primer diumenge de festes          | Plaça de la Font, Tarragona              | Carregat         | 3de10fm(c), 4de9fp(c), 4de10fm(c), Pde6                     | |
| 87 | Minyons de Terrassa               | 25 de setembre de 2016 | Festa Major de La Mercè                      | Plaça de Sant Jaume, Barcelona           | Descarregat      | 3de10fm, 5de9f, 2de9fm, Pde7f                               | Primer 3de10fm descarregat a Barcelona.                                                                                        |
| 88 | Castellers de Vilafranca          | 2 d'octubre de 2016    | XXVI Concurs de castells de Tarragona        | Tarraco Arena Plaça, Tarragona           | Descarregat      | 3de10fm, Tde8sf(c), 4de10fm, Tde8sf(c)                      | Primer 3de10fm descarregat en un Concurs de Castells.                                                                          |
| 89 | Colla Joves Xiquets de Valls      | 2 d'octubre de 2016    | XXVI Concurs de castells de Tarragona        | Tarraco Arena Plaça, Tarragona           | Intent           | 5de9f, 3d10fm(i), 2de9fm(i), 3de9f, 4de9f                   | |
| 90 | Colla Vella dels Xiquets de Valls | 2 d'octubre de 2016    | XXVI Concurs de castells de Tarragona        | Tarraco Arena Plaça, Tarragona           | Intent           | 4d10fm(c), 3d10fm(i), 4de9sf, 3de9sf(id), 3de9sf(i)         | |
| 91 | Colla Jove Xiquets de Tarragona   | 2 d'octubre de 2016    | XXVI Concurs de castells de Tarragona        | Tarraco Arena Plaça, Tarragona           | Intent           | 5de9f, 3de9fa, 3d10fm(i), 9de8                              | |
| 92 | Colla Jove Xiquets de Tarragona   | 16 d'octubre de 2016   | Diada de Santa Teresa                        | Plaça Vella, El Vendrell                 | Descarregat      | 3d10fm, 5de9f, 3de9fa (i), 9de8, Pde8fm                     | Primer 3d10fm descarregat de la Colla Jove Xiquets de Tarragona. Primer 3de10fm descarregat al Vendrell.                       |
| 93 | Colla Joves Xiquets de Valls      | 23 d'octubre de 2016   | Diada de Santa Úrsula                        | Plaça del Blat, Valls                    | Intent           | 3de10fm(i), 3de9f, 2de8sf(i), 2de8sf(i), 2de8f, Pd5         | |
| 94 | Colla Vella dels Xiquets de Valls | 23 d'octubre de 2016   | Diada de Santa Úrsula                        | Plaça del Blat, Valls                    | Descarregat      | 4de10fm, 3de10fm, 4de9sf, Pd5                               | |
| 95 | Minyons de Terrassa               | 30 d'octubre de 2016   | Diada de Sant Narcís                         | Plaça del Vi, Girona                     | Carregat         | 3de10fm(c), 3de9fa, 5de9f, Pde8fm                           | |
| 96 | Castellers de Vilafranca          | 10 de novembre de 2016 | Diada de Tots Sants                          | Plaça de la Vila, Vilafranca del Penedès | Descarregat      | 3de10fm, 3de9fa, 4de9sf, Pde8fm                             | |
| 97 | Minyons de Terrassa               | 20 de novembre de 2016 | Diada dels Minyons de Terrassa               | Plaça Vella, Terrassa                    | Descarregat      | 3de10fm, 4de10fm, 2de8sf(i), 3de9fa, Pde8fm                 | |
| 98 | Colla Vella dels Xiquets de Valls | 24 de juny de 2017     | Diada de Sant Joan                           | Plaça del Blat, Valls                    | Intent           | 3de10fm(i), 3de9f, 4de9f, 4de8p, Pde6                       | |
| 99 | Minyons de Terrassa               | 2 de juliol de 2017    | Festa Major de Terrassa                      | Raval de Montserrat, Terrassa            | Carregat         | 3de10fm(c), 2de9fm, 4de9f, Pde8fm                           | |
| 100 | Castellers de Vilafranca          | 29 de juliol de 2017   | Diada de Festa Major de Vilanova i la Geltrú | Plaça de la Vila, Vilanova i la Geltrú   | Carregat         | Tde9fm, 3de10fm(c), 4de9fa, Pde8fm(id), Pd5, Pd5            | |
| 101 | Castellers de Vilafranca          | 27 d'agost de 2017     | Diada de Festa Major de l'Arboç              | Plaça de la Vila, l'Arboç                | Descarregat      | Tde9fm, 3de10fm, 4de9fa(i), 4de9f, Pde7f                    | |
| 102 | Minyons de Terrassa               | 30 d'agost de 2017     | Diada de Sant Fèlix                          | Plaça de la Vila, Vilafranca del Penedès | Intent           | 3de10fm(i), 2de9fm, 3de9f, 4de9f, Pde7f                     | |
| 103 | Castellers de Vilafranca          | 30 d'agost de 2017     | Diada de Sant Fèlix                          | Plaça de la Vila, Vilafranca del Penedès | Descarregat      | 3de10fm, td8sf, 4de10fm(i), 3de9fa, Pde8fm                  | |
| 104 | Colla Vella dels Xiquets de Valls | 30 d'agost de 2017     | Diada de Sant Fèlix                          | Plaça de la Vila, Vilafranca del Penedès | Intent desmuntat | 4de9fp, 4de9sf, 3de10fm(id), 5de9f, Pde8fm                  | |
| 105 | Castellers de Vilafranca          | 17 de setembre de 2017 | Diada del primer diumenge de festes          | Plaça de la Font, Tarragona              | Carregat         | 3de10fm(c), Tde8sf(c), 4de9sf(c), Pde6                      | |
| 106 | Colla Jove Xiquets de Tarragona   | 17 de setembre de 2017 | Diada del primer diumenge de festes          | Plaça de la Font, Tarragona              | Carregat         | 5de9f, 3de10fm(c), 4de9f, Pde8fm                            | |
| 107 | Castellers de Vilafranca          | 1 de novembre de 2017  | Diada de Tots Sants                          | Plaça de la Vila, Vilafranca del Penedès | Descarregat      | 3de10fm, td8sf, 3de9fa, Pde8fm(i), Pde8fm                   | |
| 108 | Minyons de Terrassa               | 19 de novembre de 2017 | Diada dels Minyons de Terrassa               | Plaça Vella, Terrassa                    | Carregat         | 3de10fm(c), 2de9fm, 4de9f, Pde6                             | |
| 109 | Castellers de Vilafranca          | 28 de juliol de 2018   | Diada de Festa Major de Vilanova i la Geltrú | Plaça de la Vila, Vilanova i la Geltrú   | Descarregat      | Tde9fm, 3de10fm, 5de9f, Pde8fm                              | |
| 110 | Colla Vella dels Xiquets de Valls | 1 d'agost de 2018      | Diada de Firagost                            | Plaça del Blat, Valls                    | Carregat         | 5de9f, 3de10fm(c), 4de9fp, Pde7f                            | |
| 111 | Castellers de Vilafranca          | 30 d'agost de 2018     | Diada de Sant Fèlix                          | Plaça de la Vila, Vilafranca del Penedès | Descarregat      | 3de10fm, Td8sf(c), 4de10fm(i), 4de9f(id), Pde5, Pde5        | |
| 112 | Colla Jove Xiquets de Tarragona   | 23 de setembre de 2018 | Diada de Santa Tecla                         | Plaça de la Font, Tarragona              | Carregat         | 3de10fm(c), 4de9fa(id), 9de8, 4de9f(id), Pde8fm(c)          | |
| 113 | Castellers de Vilafranca          | 7 d'octubre de 2018    | XXVII Concurs de castells de Tarragona       | Tarraco Arena Plaça, Tarragona           | Descarregat      | 3de10fm, Tde8sf(c), 4de10fm(i), Tde9fm                      | |
| 114 | Colla Jove Xiquets de Tarragona   | 7 d'octubre de 2018    | XXVII Concurs de castells de Tarragona       | Tarraco Arena Plaça, Tarragona           | Carregat         | 5de9f, 3d10fm(c), 9de8                                      | |
| 115 | Colla Vella dels Xiquets de Valls | 7 d'octubre de 2018    | XXVII Concurs de castells de Tarragona       | Tarraco Arena Plaça, Tarragona           | Carregat         | 4de9sf, 2de8sf, 3de10fm(c)                                  | |
| 116 | Colla Vella dels Xiquets de Valls | 21 d'octubre de 2018   | Diada de Santa Úrsula                        | Plaça del Blat, Valls                    | Intent desmuntat | 4de9sf, 2de9sm(i) 3de10fm(id), 3de9sf(i), 4de9f, Pd6        | |
| 117 | Castellers de Vilafranca          | 1 de novembre de 2018  | Diada de Tots Sants                          | Plaça de la Vila, Vilafranca del Penedès | Descarregat      | 3de10fm, Td8sf(i), Tde9fm, 5de9f(i), 4de9f, Pde6            | |
| 118 | Castellers de Vilafranca          | 3 d'agost de 2019      | Diada de Festa Major de Vilanova i la Geltrú | Plaça de la Vila, Vilanova i la Geltrú   | Carregat         | Tde9fm, 3de10fm(c), 4de9f, Pde7f                            | |
| 119 | Castellers de Vilafranca          | 25 d'agost de 2019     | Diada de Festa Major de l'Arboç              | Plaça de la Vila, l'Arboç                | Carregat         | Tde9fm, 3de10fm(c), 4de9f, Pde7f                            | |
| 120 | Castellers de Vilafranca          | 30 d'agost de 2019     | Diada de Sant Fèlix                          | Plaça de la Vila, Vilafranca del Penedès | Carregat         | 3de10fm(c), 3de9fa(id), 3de9fa, 4de9sf(id), Tde9fm, Pde8fm  | |
| 121 | Colla Jove Xiquets de Tarragona   | 30 d'agost de 2019     | Diada de Sant Fèlix                          | Plaça de la Vila, Vilafranca del Penedès | Intent desmuntat | 4de9fa(i), 9de8, 3de10fm(id), 3de9f, 4de9f, Pde8fm          | |
| 122 | Castellers de Vilafranca          | 1 de novembre de 2019  | Diada de Tots Sants                          | Plaça de la Vila, Vilafranca del Penedès | Intent desmuntat | 3de10fm(id), Tde9fm, 4de9sf, 3de10fm, Pde8fm                | |
| 123 | Castellers de Vilafranca          | 1 de novembre de 2019  | Diada de Tots Sants                          | Plaça de la Vila, Vilafranca del Penedès | Descarregat      | 3de10fm(id), Tde9fm, 4de9sf, 3de10fm, Pde8fm                | |
| 124 | Minyons de Terrassa               | 17 de novembre de 2019 | Diada dels Minyons de Terrassa               | Plaça Vella, Terrassa                    | Carregat         | 2de9fm, 3de10fm(c), 9de8, Pde8fm                            | |

| Núm. | Colla                             | Data                   | Diada                                        | Plaça                                    | Resultat         | Actuació                                                    | Notes |
| ---- | --------------------------------- | ---------------------- | -------------------------------------------- | ---------------------------------------- | ---------------- | ----------------------------------------------------------- | --- |
| 38   | Castellers de Vilafranca          | 30 d'agost de 2010     | Diada de Sant Fèlix                          | Plaça de la Vila, Vilafranca del Penedès | Intent           | 4de9fa, 5de9f(id), 5de9f, 3de10fm(i), 2de9fm(c), Pde8fm     | |
| 39   | Minyons de Terrassa               | 21 de novembre de 2010 | XXXII Diada dels Minyons de Terrassa         | Raval de Montserrat, Terrassa            | Intent desmuntat | 3de10fm(id), 3de10fm(c), 5de9f(i), 4de8, 2de8f              | |
| 40   | Minyons de Terrassa               | 21 de novembre de 2010 | XXXII Diada dels Minyons de Terrassa         | Raval de Montserrat, Terrassa            | Carregat         | 3de10fm(id), 3de10fm(c), 5de9f(i), 4de8, 2de8f              | |
| 41   | Castellers de Vilafranca          | 30 d'agost de 2011     | Diada de Sant Fèlix                          | Plaça de la Vila, Vilafranca del Penedès | Intent           | 4de9fa, 2de9sm(i), 2de9fm, 3de10fm(i), 3de9f, Pde8fm        | |
| 42   | Minyons de Terrassa               | 30 d'octubre de 2011   | Diada de Sant Narcís                         | Plaça del Vi, Girona                     | Intent desmuntat | 3de10fm(id), 3de9f, 5de9f(i), 4de8, 2de8f                   | Primer intent de 3de10fm a Girona.                                                                                             |
| 43   | Castellers de Vilafranca          | 1 de novembre de 2011  | Diada de Tots Sants                          | Plaça de la Vila, Vilafranca del Penedès | Intent           | 3de10fm(i), 3de10fm(c), 2de9sm(c), 5de9f, Pde6(c)           | |
| 44   | Castellers de Vilafranca          | 1 de novembre de 2011  | Diada de Tots Sants                          | Plaça de la Vila, Vilafranca del Penedès | Carregat         | 3de10fm(i), 3de10fm(c), 2de9sm(c), 5de9f, Pde6(c)           | |
| 45   | Minyons de Terrassa               | 27 de novembre de 2011 | XXXIII Diada dels Minyons de Terrassa        | Raval de Montserrat, Terrassa            | Intent           | 3de10fm(i), 3de10fm(i), 2de8f, 4de8                         | |
| 46   | Minyons de Terrassa               | 27 de novembre de 2011 | XXXIII Diada dels Minyons de Terrassa        | Raval de Montserrat, Terrassa            | Intent           | 3de10fm(i), 3de10fm(i), 2de8f, 4de8                         | |
| 47   | Minyons de Terrassa               | 18 de novembre de 2012 | XXXIV Diada dels Minyons de Terrassa         | Raval de Montserrat, Terrassa            | Intent           | 3de10fm(i), 4de9f, 2de9fm(c), 3de8                          | |
| 48   | Castellers de Vilafranca          | 30 d'agost de 2013     | Diada de Sant Fèlix                          | Plaça de la Vila, Vilafranca del Penedès | Descarregat      | 4de9fa, 3de10fm, 4de9sf, Pde8fm                             | Primer 3de10fm descarregat dels Castellers de Vilafranca. Primer 3de10fm descarregat a Vilafranca del Penedès.                 |
| 49   | Colla Vella dels Xiquets de Valls | 27 d'octubre de 2013   | Diada de Santa Úrsula                        | Plaça del Blat, Valls                    | Intent desmuntat | 3de10fm(id), 3de10fm(i), 5de9f(c), 3de10fm(i), 3de9f        | Primer intent de la Colla Vella dels Xiquets de Valls des del 2000.                                                            |
| 50   | Colla Vella dels Xiquets de Valls | 27 d'octubre de 2013   | Diada de Santa Úrsula                        | Plaça del Blat, Valls                    | Intent           | 3de10fm(id), 3de10fm(i), 5de9f(c), 3de10fm(i), 3de9f        | |
| 51   | Colla Vella dels Xiquets de Valls | 27 d'octubre de 2013   | Diada de Santa Úrsula                        | Plaça del Blat, Valls                    | Intent           | 3de10fm(id), 3de10fm(i), 5de9f(c), 3de10fm(i), 3de9f        | Primera vegada que es fan 3 intents de 3de10fm en una mateixa actuació.                                                        |
| 52   | Castellers de Vilafranca          | 1 de novembre de 2013  | Diada de Tots Sants                          | Plaça de la Vila, Vilafranca del Penedès | Descarregat      | 5de9f, 3de10fm, 4de10fm(i), 4de9f, Pde8fm                   | |
| 53   | Castellers de Vilafranca          | 30 d'agost de 2014     | Diada de Sant Fèlix                          | Plaça de la Vila, Vilafranca del Penedès | Carregat         | 4de9fa, 3de10fm(c), 4de9f, Pde8fm                           | |
| 54   | Colla Vella dels Xiquets de Valls | 5 d'octubre de 2014    | XXV Concurs de Castells de Tarragona         | Tarraco Arena Plaça, Tarragona           | Carregat         | 4de9fa, 3de10fm(c), 2d8sf(c), 4de9sf(id)                    | |
| 55   | Castellers de Vilafranca          | 5 d'octubre de 2014    | XXV Concurs de Castells de Tarragona         | Tarraco Arena Plaça, Tarragona           | Carregat         | 4de9fa, 3d9fa, 2d8sf(c), 3de10fm(c)                         | |
| 56   | Colla Jove Xiquets de Tarragona   | 5 d'octubre de 2014    | XXV Concurs de Castells de Tarragona         | Tarraco Arena Plaça, Tarragona           | Carregat         | 9d8, 5de9f, 3d9fa(i), 3de10fm(c)                            | Primer intent de 3de10fm de la Colla Jove Xiquets de Tarragona. Primer 3de10fm carregat de la Colla Jove Xiquets de Tarragona. |
| 57   | Minyons de Terrassa               | 26 d'octubre de 2014   | Fires i Festes de Sant Narcís                | Plaça del Vi, Girona                     | Descarregat      | 3de10fm, 2de9fm, 4de9f, Pde7f                               | Primer 3de10fm descarregat a Girona.                                                                                           |
| 58   | Colla Vella dels Xiquets de Valls | 26 d'octubre de 2014   | Diada de Santa Úrsula                        | Plaça del Blat, Valls                    | Intent           | 4de9fa, 3de10fm(i), 3de10fm(i), 4de9sf(c), Pde8fm           | |
| 59   | Colla Vella dels Xiquets de Valls | 26 d'octubre de 2014   | Diada de Santa Úrsula                        | Plaça del Blat, Valls                    | Intent           | 4de9fa, 3de10fm(i), 3de10fm(i), 4de9sf(c), Pde8fm           | |
| 60   | Castellers de Vilafranca          | 1 de novembre de 2014  | Diada de Tots Sants                          | Plaça de la Vila, Vilafranca del Penedès | Intent desmuntat | 5d9f, 3d10fm(id), 3de10fm(c), 4d9sf(c), P6                  | |
| 61   | Castellers de Vilafranca          | 1 de novembre de 2014  | Diada de Tots Sants                          | Plaça de la Vila, Vilafranca del Penedès | Carregat         | 5d9f, 3d10fm(id), 3de10fm(c), 4d9sf(c), P6                  | |
| 62   | Minyons de Terrassa               | 16 de novembre de 2014 | XXXVI diada dels Minyons de Terrassa         | Raval de Montserrat, Terrassa            | Carregat         | 3de10fm(c), 4de10fm(i), 4de9f, 2de9fm, Pde8fm               | |
| 63   | Minyons de Terrassa               | 30 d'agost de 2015     | Diada de Sant Fèlix                          | Plaça de la Vila, Vilafranca del Penedès | Descarregat      | 3de10fm, 5de9f, 2de9fm, Pde8fm(c)                           | Segona colla en descarregar el 3de10fm a Vilafranca del Penedès.                                                               |
| 64   | Colla Vella dels Xiquets de Valls | 30 d'agost de 2015     | Diada de Sant Fèlix                          | Plaça de la Vila, Vilafranca del Penedès | Intent           | 4de9fa, 3de10fm(i), 4de9sf, 2de8sf(c), Pde8fm               | |
| 65   | Castellers de Vilafranca          | 30 d'agost de 2015     | Diada de Sant Fèlix                          | Plaça de la Vila, Vilafranca del Penedès | Intent desmuntat | 3de9fa, 3de10fm(id), 3de10fm(c), 2de8sf(c), Pde8fm          | |
| 66   | Castellers de Vilafranca          | 30 d'agost de 2015     | Diada de Sant Fèlix                          | Plaça de la Vila, Vilafranca del Penedès | Carregat         | 3de9fa, 3de10fm(id), 3de10fm(c), 2de8sf(c), Pde8fm          | |
| 67   | Castellers de Vilafranca          | 20 de setembre de 2015 | Diada del primer diumenge de festes          | Plaça de la Font, Tarragona              | Carregat         | 3de10fm(c), 3de9fa, 2de8sf(id), 2de8sf(c), Pde8fm           | |
| 68   | Colla Jove Xiquets de Tarragona   | 20 de setembre de 2015 | Diada del primer diumenge de festes          | Plaça de la Font, Tarragona              | Intent           | 5de9f(c), 3de10fm(i), 4de9f(id), 4de9f(i), Pde5             | |
| 69   | Colla Vella dels Xiquets de Valls | 20 de setembre de 2015 | Diada del primer diumenge de festes          | Plaça de la Font, Tarragona              | Carregat         | 4de9fa(c), 4de9sf(id), 4de9sf, 3de10fm(c), Pde8fm(c)        | |
| 70   | Minyons de Terrassa               | 11 d'octubre de 2015   | Diada Castellera de la Nova Atenes           | Parc de Sant Jordi, Terrassa             | Intent desmuntat | 3de10fm(id), 3de10fm, 5de9f, 2de9fm, Pde7f                  | Es va desmuntar a la primera nota del toc de gralles pel despenjament d'un component de les manilles.                          |
| 71   | Minyons de Terrassa               | 11 d'octubre de 2015   | Diada Castellera de la Nova Atenes           | Parc de Sant Jordi, Terrassa             | Descarregat      | 3de10fm(id), 3de10fm, 5de9f, 2de9fm, Pde7f                  | |
| 72   | Minyons de Terrassa               | 25 d'octubre de 2015   | Diada de Sant Narcís                         | Plaça del Vi, Girona                     | Descarregat      | 3de10fm, 2de8sf(i), 2de9fm, 5de9f, Pde8fm                   | |
| 73   | Colla Vella dels Xiquets de Valls | 25 d'octubre de 2015   | Diada de Santa Úrsula                        | Plaça del Blat, Valls                    | Carregat         | 3de10fm(c), 4de9sf, 2de8sf(i), 2de8sf(c), Pde7f             | Primer 3de10fm carregat a Valls.                                                                                               |
| 74   | Colla Joves Xiquets de Valls      | 25 d'octubre de 2015   | Diada de Santa Úrsula                        | Plaça del Blat, Valls                    | Intent           | 3de10fm(i), 3de10fm(i), 3de9f, 2de9fm, Pde5                 | Primer intent de 3de10fm de la Colla Joves Xiquets de Valls.                                                                   |
| 75   | Colla Joves Xiquets de Valls      | 25 d'octubre de 2015   | Diada de Santa Úrsula                        | Plaça del Blat, Valls                    | Intent           | 3de10fm(i), 3de10fm(i), 3de9f, 2de9fm, Pde5                 | |
| 76   | Castellers de Vilafranca          | 1 de novembre de 2015  | Diada de Tots Sants                          | Plaça de la Vila, Vilafranca del Penedès | Descarregat      | 3de9fa, 2de8sf, 3de10fm, Pde8fm                             | Millor actuació de la història fins al moment.                                                                                 |
| 77   | Minyons de Terrassa               | 22 de novembre de 2015 | XXXVII Diada dels Minyons de Terrassa        | Plaça vella, Terrassa                    | Descarregat      | 3de10fm, 4de10fm, 3de9fa(c), Pde8fm                         | Primera actuació de la història amb dos castells de deu descarregats diferents, el 3 i el 4. Primer 4de10fm de la història.    |
| 78   | Castellers de Vilafranca          | 30 de juliol de 2016   | Diada de Festa Major de Vilanova i la Geltrú | Plaça de la Vila, Vilanova i la Geltrú   | Descarregat      | Tde9fm, 3de10fm, 3de9fa, Pde8fm                             | Primer 3de10fm descarregat a Vilanova i la Geltrú.                                                                             |
| 79   | Colla Vella dels Xiquets de Valls | 3 d'agost de 2016      | Diada de Firagost                            | Plaça del Blat, Valls                    | Descarregat      | 4de9fp, 3de10fm, 5de9f, Pde8fm                              | Primer 3de10fm descarregat de la Colla Vella dels Xiquets de Valls. Primer 3de10fm descarregat a Valls.                        |
| 80   | Castellers de Vilafranca          | 28 d'agost de 2016     | Diada de Festa Major de l'Arboç              | Carrer Major, l'Arboç                    | Intent desmuntat | Tde9fm, 3de10fm(id), 3de10fm, 4de9f, Pde8fm                 | Primer intent de 3de10fm a l'Arboç.                                                                                            |
| 81   | Castellers de Vilafranca          | 28 d'agost de 2016     | Diada de Festa Major de l'Arboç              | Plaça de la Vila, l'Arboç                | Descarregat      | Tde9fm, 3de10fm(id), 3de10fm, 4de9f, Pde8fm                 | Primer 3de10fm descarregat a l'Arboç.                                                                                          |
| 82   | Minyons de Terrassa               | 30 d'agost de 2016     | Diada de Sant Fèlix                          | Plaça de la Vila, Vilafranca del Penedès | Carregat         | 3de10fm(c), 2de9fm, 5de9f, Pde7f                            | |
| 83   | Colla Vella dels Xiquets de Valls | 30 d'agost de 2016     | Diada de Sant Fèlix                          | Plaça de la Vila, Vilafranca del Penedès | Descarregat      | 3de10fm, 4de9sf, 4de9fp, Pde8fm(c)                          | Tercera colla en descarregar el 3de10fm a Vilafranca del Penedès.                                                              |
| 84   | Castellers de Vilafranca          | 30 d'agost de 2016     | Diada de Sant Fèlix                          | Plaça de la Vila, Vilafranca del Penedès | Descarregat      | 3de10fm, 4de10fm(i), 3de9fa(id), 3de9fa, 4de10fm(c), Pde8fm | |
| 85   | Castellers de Vilafranca          | 18 de setembre de 2016 | Diada del primer diumenge de festes          | Plaça de la Font, Tarragona              | Descarregat      | 3de10fm, 3de9fa, tde9fm, Pde8fm                             | Primer 3de10fm descarregat a Tarragona.                                                                                        |
| 86   | Colla Vella dels Xiquets de Valls | 18 de setembre de 2016 | Diada del primer diumenge de festes          | Plaça de la Font, Tarragona              | Carregat         | 3de10fm(c), 4de9fp(c), 4de10fm(c), Pde6                     | |
| 87   | Minyons de Terrassa               | 25 de setembre de 2016 | Festa Major de La Mercè                      | Plaça de Sant Jaume, Barcelona           | Descarregat      | 3de10fm, 5de9f, 2de9fm, Pde7f                               | Primer 3de10fm descarregat a Barcelona.                                                                                        |
| 88   | Castellers de Vilafranca          | 2 d'octubre de 2016    | XXVI Concurs de castells de Tarragona        | Tarraco Arena Plaça, Tarragona           | Descarregat      | 3de10fm, Tde8sf(c), 4de10fm, Tde8sf(c)                      | Primer 3de10fm descarregat en un Concurs de Castells.                                                                          |
| 89   | Colla Joves Xiquets de Valls      | 2 d'octubre de 2016    | XXVI Concurs de castells de Tarragona        | Tarraco Arena Plaça, Tarragona           | Intent           | 5de9f, 3d10fm(i), 2de9fm(i), 3de9f, 4de9f                   | |
| 90   | Colla Vella dels Xiquets de Valls | 2 d'octubre de 2016    | XXVI Concurs de castells de Tarragona        | Tarraco Arena Plaça, Tarragona           | Intent           | 4d10fm(c), 3d10fm(i), 4de9sf, 3de9sf(id), 3de9sf(i)         | |
| 91   | Colla Jove Xiquets de Tarragona   | 2 d'octubre de 2016    | XXVI Concurs de castells de Tarragona        | Tarraco Arena Plaça, Tarragona           | Intent           | 5de9f, 3de9fa, 3d10fm(i), 9de8                              | |
| 92   | Colla Jove Xiquets de Tarragona   | 16 d'octubre de 2016   | Diada de Santa Teresa                        | Plaça Vella, El Vendrell                 | Descarregat      | 3d10fm, 5de9f, 3de9fa (i), 9de8, Pde8fm                     | Primer 3d10fm descarregat de la Colla Jove Xiquets de Tarragona. Primer 3de10fm descarregat al Vendrell.                       |
| 93   | Colla Joves Xiquets de Valls      | 23 d'octubre de 2016   | Diada de Santa Úrsula                        | Plaça del Blat, Valls                    | Intent           | 3de10fm(i), 3de9f, 2de8sf(i), 2de8sf(i), 2de8f, Pd5         | |
| 94   | Colla Vella dels Xiquets de Valls | 23 d'octubre de 2016   | Diada de Santa Úrsula                        | Plaça del Blat, Valls                    | Descarregat      | 4de10fm, 3de10fm, 4de9sf, Pd5                               | |
| 95   | Minyons de Terrassa               | 30 d'octubre de 2016   | Diada de Sant Narcís                         | Plaça del Vi, Girona                     | Carregat         | 3de10fm(c), 3de9fa, 5de9f, Pde8fm                           | |
| 96   | Castellers de Vilafranca          | 10 de novembre de 2016 | Diada de Tots Sants                          | Plaça de la Vila, Vilafranca del Penedès | Descarregat      | 3de10fm, 3de9fa, 4de9sf, Pde8fm                             | |
| 97   | Minyons de Terrassa               | 20 de novembre de 2016 | Diada dels Minyons de Terrassa               | Plaça Vella, Terrassa                    | Descarregat      | 3de10fm, 4de10fm, 2de8sf(i), 3de9fa, Pde8fm                 | |
| 98   | Colla Vella dels Xiquets de Valls | 24 de juny de 2017     | Diada de Sant Joan                           | Plaça del Blat, Valls                    | Intent           | 3de10fm(i), 3de9f, 4de9f, 4de8p, Pde6                       | |
| 99   | Minyons de Terrassa               | 2 de juliol de 2017    | Festa Major de Terrassa                      | Raval de Montserrat, Terrassa            | Carregat         | 3de10fm(c), 2de9fm, 4de9f, Pde8fm                           | |
| 100  | Castellers de Vilafranca          | 29 de juliol de 2017   | Diada de Festa Major de Vilanova i la Geltrú | Plaça de la Vila, Vilanova i la Geltrú   | Carregat         | Tde9fm, 3de10fm(c), 4de9fa, Pde8fm(id), Pd5, Pd5            | |
| 101  | Castellers de Vilafranca          | 27 d'agost de 2017     | Diada de Festa Major de l'Arboç              | Plaça de la Vila, l'Arboç                | Descarregat      | Tde9fm, 3de10fm, 4de9fa(i), 4de9f, Pde7f                    | |
| 102  | Minyons de Terrassa               | 30 d'agost de 2017     | Diada de Sant Fèlix                          | Plaça de la Vila, Vilafranca del Penedès | Intent           | 3de10fm(i), 2de9fm, 3de9f, 4de9f, Pde7f                     | |
| 103  | Castellers de Vilafranca          | 30 d'agost de 2017     | Diada de Sant Fèlix                          | Plaça de la Vila, Vilafranca del Penedès | Descarregat      | 3de10fm, td8sf, 4de10fm(i), 3de9fa, Pde8fm                  | |
| 104  | Colla Vella dels Xiquets de Valls | 30 d'agost de 2017     | Diada de Sant Fèlix                          | Plaça de la Vila, Vilafranca del Penedès | Intent desmuntat | 4de9fp, 4de9sf, 3de10fm(id), 5de9f, Pde8fm                  | |
| 105  | Castellers de Vilafranca          | 17 de setembre de 2017 | Diada del primer diumenge de festes          | Plaça de la Font, Tarragona              | Carregat         | 3de10fm(c), Tde8sf(c), 4de9sf(c), Pde6                      | |
| 106  | Colla Jove Xiquets de Tarragona   | 17 de setembre de 2017 | Diada del primer diumenge de festes          | Plaça de la Font, Tarragona              | Carregat         | 5de9f, 3de10fm(c), 4de9f, Pde8fm                            | |
| 107  | Castellers de Vilafranca          | 1 de novembre de 2017  | Diada de Tots Sants                          | Plaça de la Vila, Vilafranca del Penedès | Descarregat      | 3de10fm, td8sf, 3de9fa, Pde8fm(i), Pde8fm                   | |
| 108  | Minyons de Terrassa               | 19 de novembre de 2017 | Diada dels Minyons de Terrassa               | Plaça Vella, Terrassa                    | Carregat         | 3de10fm(c), 2de9fm, 4de9f, Pde6                             | |
| 109  | Castellers de Vilafranca          | 28 de juliol de 2018   | Diada de Festa Major de Vilanova i la Geltrú | Plaça de la Vila, Vilanova i la Geltrú   | Descarregat      | Tde9fm, 3de10fm, 5de9f, Pde8fm                              | |
| 110  | Colla Vella dels Xiquets de Valls | 1 d'agost de 2018      | Diada de Firagost                            | Plaça del Blat, Valls                    | Carregat         | 5de9f, 3de10fm(c), 4de9fp, Pde7f                            | |
| 111  | Castellers de Vilafranca          | 30 d'agost de 2018     | Diada de Sant Fèlix                          | Plaça de la Vila, Vilafranca del Penedès | Descarregat      | 3de10fm, Td8sf(c), 4de10fm(i), 4de9f(id), Pde5, Pde5        | |
| 112  | Colla Jove Xiquets de Tarragona   | 23 de setembre de 2018 | Diada de Santa Tecla                         | Plaça de la Font, Tarragona              | Carregat         | 3de10fm(c), 4de9fa(id), 9de8, 4de9f(id), Pde8fm(c)          | |
| 113  | Castellers de Vilafranca          | 7 d'octubre de 2018    | XXVII Concurs de castells de Tarragona       | Tarraco Arena Plaça, Tarragona           | Descarregat      | 3de10fm, Tde8sf(c), 4de10fm(i), Tde9fm                      | |
| 114  | Colla Jove Xiquets de Tarragona   | 7 d'octubre de 2018    | XXVII Concurs de castells de Tarragona       | Tarraco Arena Plaça, Tarragona           | Carregat         | 5de9f, 3d10fm(c), 9de8                                      | |
| 115  | Colla Vella dels Xiquets de Valls | 7 d'octubre de 2018    | XXVII Concurs de castells de Tarragona       | Tarraco Arena Plaça, Tarragona           | Carregat         | 4de9sf, 2de8sf, 3de10fm(c)                                  | |
| 116  | Colla Vella dels Xiquets de Valls | 21 d'octubre de 2018   | Diada de Santa Úrsula                        | Plaça del Blat, Valls                    | Intent desmuntat | 4de9sf, 2de9sm(i) 3de10fm(id), 3de9sf(i), 4de9f, Pd6        | |
| 117  | Castellers de Vilafranca          | 1 de novembre de 2018  | Diada de Tots Sants                          | Plaça de la Vila, Vilafranca del Penedès | Descarregat      | 3de10fm, Td8sf(i), Tde9fm, 5de9f(i), 4de9f, Pde6            | |
| 118  | Castellers de Vilafranca          | 3 d'agost de 2019      | Diada de Festa Major de Vilanova i la Geltrú | Plaça de la Vila, Vilanova i la Geltrú   | Carregat         | Tde9fm, 3de10fm(c), 4de9f, Pde7f                            | |
| 119  | Castellers de Vilafranca          | 25 d'agost de 2019     | Diada de Festa Major de l'Arboç              | Plaça de la Vila, l'Arboç                | Carregat         | Tde9fm, 3de10fm(c), 4de9f, Pde7f                            | |
| 120  | Castellers de Vilafranca          | 30 d'agost de 2019     | Diada de Sant Fèlix                          | Plaça de la Vila, Vilafranca del Penedès | Carregat         | 3de10fm(c), 3de9fa(id), 3de9fa, 4de9sf(id), Tde9fm, Pde8fm  | |
| 121  | Colla Jove Xiquets de Tarragona   | 30 d'agost de 2019     | Diada de Sant Fèlix                          | Plaça de la Vila, Vilafranca del Penedès | Intent desmuntat | 4de9fa(i), 9de8, 3de10fm(id), 3de9f, 4de9f, Pde8fm          | |
| 122  | Castellers de Vilafranca          | 1 de novembre de 2019  | Diada de Tots Sants                          | Plaça de la Vila, Vilafranca del Penedès | Intent desmuntat | 3de10fm(id), Tde9fm, 4de9sf, 3de10fm, Pde8fm                | |
| 123  | Castellers de Vilafranca          | 1 de novembre de 2019  | Diada de Tots Sants                          | Plaça de la Vila, Vilafranca del Penedès | Descarregat      | 3de10fm(id), Tde9fm, 4de9sf, 3de10fm, Pde8fm                | |
| 124  | Minyons de Terrassa               | 17 de novembre de 2019 | Diada dels Minyons de Terrassa               | Plaça Vella, Terrassa                    | Carregat         | 2de9fm, 3de10fm(c), 9de8, Pde8fm                            | |

| \| Núm. \| Colla \| Data \| Diada \| Plaça \| Resultat \| Actuació \| Notes \| \| ---- \| --------------------------------- \| ---------------------- \| -------------------------------------------- \| ---------------------------------------- \| ---------------- \| ------------------------------------------------------------- \| ----- \| \| 125 \| Castellers de Vilafranca \| 30 d'agost de 2022 \| Diada de Sant Fèlix \| Plaça de la Vila, Vilafranca del Penedès \| Carregat \| 3de10fm(c), 5de9f, Tde9fm(c), Pde8fm \| \| \| 126 \| Castellers de Vilafranca \| 2 d'octubre de 2022 \| XXVIII Concurs de castells de Tarragona \| Tarraco Arena Plaça, Tarragona \| Descarregat \| 3de10fm, 4de10fm(i), 5de9f, 4de9sf(c) \| \| \| 127 \| Castellers de Vilafranca \| 1 de novembre de 2022 \| Diada de Tots Sants \| Plaça de la Vila, Vilafranca del Penedès \| Intent desmuntat \| 3de10fm(id), 3de10fm(c), Tde9fm, Pde9fmp(c) \| \| \| 128 \| Castellers de Vilafranca \| 1 de novembre de 2022 \| Diada de Tots Sants \| Plaça de la Vila, Vilafranca del Penedès \| Carregat \| 3de10fm(id), 3de10fm(c), Tde9fm, Pde9fmp(c) \| \| \| 129 \| Castellers de Vilafranca \| 30 d'agost de 2023 \| Diada de Sant Fèlix \| Plaça de la Vila, Vilafranca del Penedès \| Descarregat \| 3de10fm, 4de9fa(c), 7de9f(id), 7de9f, Pde8fm \| \| \| 130 \| Castellers de Vilafranca \| 17 de setembre de 2023 \| Diada del primer diumenge de festes \| Plaça de la Font, Tarragona \| Carregat \| Tde9fm, 3de10fm(c), 4de9f, Pde5, Pde5 \| \| \| 131 \| Colla Joves Xiquets de Valls \| 22 d'octubre de 2023 \| Diada de Santa Úrsula \| Plaça del Blat, Valls \| Intent \| 4de9sf, 3de10fm(i), 2de8sf(c), 5de9f, Pde8fm \| \| \| 132 \| Castellers de Vilafranca \| 1 de novembre de 2023 \| Diada de Tots Sants \| Plaça de la Vila, Vilafranca del Penedès \| Intent desmuntat \| 3de10fm(id), 3de10fm, 9de9f(c), 4de9sf(id), Pde8fm \| \| \| 133 \| Castellers de Vilafranca \| 1 de novembre de 2023 \| Diada de Tots Sants \| Plaça de la Vila, Vilafranca del Penedès \| Descarregat \| 3de10fm(id), 3de10fm, 9de9f(c), 4de9sf(id), Pde8fm \| \| \| 134 \| Castellers de Vilafranca \| 3 d'agost de 2024 \| Diada de Festa Major de Vilanova i la Geltrú \| Plaça de la Vila, Vilanova i la Geltrú \| Descarregat \| 5de9f, 3de10fm, 4de9fa, Pde8fm \| \| \| 135 \| Castellers de Vilafranca \| 25 d'agost de 2024 \| Diada de Festa Major de l'Arboç \| Plaça de la Vila, l'Arboç \| Descarregat \| 4de9fa, 3de10fm, 5de9f, Pde8fm \| \| \| 136 \| Castellers de Vilafranca \| 30 d'agost de 2024 \| Diada de Sant Fèlix \| Plaça de la Vila, Vilafranca del Penedès \| Carregat \| 3de10fm(c), 4de9fa, 9de9f(id), Tde9fm(c), Pde8fm \| \| \| 137 \| Castellers de Vilafranca \| 6 d'octubre de 2024 \| XXIX Concurs de castells de Tarragona \| Tarraco Arena Plaça, Tarragona \| Descarregat \| 3de10fm, 9de9f(id), 4de9fa(c), 9de9f(c), 4de10fm(c) \| \| \| 138 \| Colla Jove Xiquets de Tarragona \| 6 d'octubre de 2024 \| XXIX Concurs de castells de Tarragona \| Tarraco Arena Plaça, Tarragona \| Descarregat \| 2de9fm, 3de10fm, 5de9f(c) \| \| \| 139 \| Colla Joves Xiquets de Valls \| 6 d'octubre de 2024 \| XXIX Concurs de castells de Tarragona \| Tarraco Arena Plaça, Tarragona \| Intent \| Pde8fm, 2de8sf(c), 3d10fm(i), 3d10fm(i), 3de9f \| \| \| 140 \| Colla Joves Xiquets de Valls \| 6 d'octubre de 2024 \| XXIX Concurs de castells de Tarragona \| Tarraco Arena Plaça, Tarragona \| Intent \| Pde8fm, 2de8sf(c), 3d10fm(i), 3d10fm(i), 3de9f \| \| \| 141 \| Colla Joves Xiquets de Valls \| 27 d'octubre de 2024 \| Diada de Santa Úrsula \| Plaça del Blat, Valls \| Carregat \| 3d10fm(c), 2de8sf \| \| \| 142 \| Colla Vella dels Xiquets de Valls \| 27 d'octubre de 2024 \| Diada de Santa Úrsula \| Plaça del Blat, Valls \| Intent desmuntat \| 4de10fm(c), 4de9sf, 3de10fm(id), 3de10fm(id), Pde8fm \| \| \| 143 \| Colla Vella dels Xiquets de Valls \| 27 d'octubre de 2024 \| Diada de Santa Úrsula \| Plaça del Blat, Valls \| Intent desmuntat \| 4de10fm(c), 4de9sf, 3de10fm(id), 3de10fm(id), Pde8fm \| \| \| 144 \| Castellers de Vilafranca \| 1 de novembre de 2024 \| Diada de Tots Sants \| Plaça de la Vila, Vilafranca del Penedès \| Intent desmuntat \| 4de10fm, 3de10fm(id), Pde9fmp(id), 4de9sf(id), 4de9fa, Pde8fm \| \| \| 145 \| Castellers de Vilafranca \| 2 d'agost de 2025 \| Diada de Festa Major de Vilanova i la Geltrú \| Plaça de la Vila, Vilanova i la Geltrú \| Descarregat \| 5de9f, 3de10fm, Tde9fm, Pde7f \| \| |                                   |                        |                                              |                                          |                  |                                                               |       |
| Núm. | Colla                             | Data                   | Diada                                        | Plaça                                    | Resultat         | Actuació                                                      | Notes |
| 125 | Castellers de Vilafranca          | 30 d'agost de 2022     | Diada de Sant Fèlix                          | Plaça de la Vila, Vilafranca del Penedès | Carregat         | 3de10fm(c), 5de9f, Tde9fm(c), Pde8fm                          |       |
| 126 | Castellers de Vilafranca          | 2 d'octubre de 2022    | XXVIII Concurs de castells de Tarragona      | Tarraco Arena Plaça, Tarragona           | Descarregat      | 3de10fm, 4de10fm(i), 5de9f, 4de9sf(c)                         |       |
| 127 | Castellers de Vilafranca          | 1 de novembre de 2022  | Diada de Tots Sants                          | Plaça de la Vila, Vilafranca del Penedès | Intent desmuntat | 3de10fm(id), 3de10fm(c), Tde9fm, Pde9fmp(c)                   |       |
| 128 | Castellers de Vilafranca          | 1 de novembre de 2022  | Diada de Tots Sants                          | Plaça de la Vila, Vilafranca del Penedès | Carregat         | 3de10fm(id), 3de10fm(c), Tde9fm, Pde9fmp(c)                   |       |
| 129 | Castellers de Vilafranca          | 30 d'agost de 2023     | Diada de Sant Fèlix                          | Plaça de la Vila, Vilafranca del Penedès | Descarregat      | 3de10fm, 4de9fa(c), 7de9f(id), 7de9f, Pde8fm                  |       |
| 130 | Castellers de Vilafranca          | 17 de setembre de 2023 | Diada del primer diumenge de festes          | Plaça de la Font, Tarragona              | Carregat         | Tde9fm, 3de10fm(c), 4de9f, Pde5, Pde5                         |       |
| 131 | Colla Joves Xiquets de Valls      | 22 d'octubre de 2023   | Diada de Santa Úrsula                        | Plaça del Blat, Valls                    | Intent           | 4de9sf, 3de10fm(i), 2de8sf(c), 5de9f, Pde8fm                  |       |
| 132 | Castellers de Vilafranca          | 1 de novembre de 2023  | Diada de Tots Sants                          | Plaça de la Vila, Vilafranca del Penedès | Intent desmuntat | 3de10fm(id), 3de10fm, 9de9f(c), 4de9sf(id), Pde8fm            |       |
| 133 | Castellers de Vilafranca          | 1 de novembre de 2023  | Diada de Tots Sants                          | Plaça de la Vila, Vilafranca del Penedès | Descarregat      | 3de10fm(id), 3de10fm, 9de9f(c), 4de9sf(id), Pde8fm            |       |
| 134 | Castellers de Vilafranca          | 3 d'agost de 2024      | Diada de Festa Major de Vilanova i la Geltrú | Plaça de la Vila, Vilanova i la Geltrú   | Descarregat      | 5de9f, 3de10fm, 4de9fa, Pde8fm                                |       |
| 135 | Castellers de Vilafranca          | 25 d'agost de 2024     | Diada de Festa Major de l'Arboç              | Plaça de la Vila, l'Arboç                | Descarregat      | 4de9fa, 3de10fm, 5de9f, Pde8fm                                |       |
| 136 | Castellers de Vilafranca          | 30 d'agost de 2024     | Diada de Sant Fèlix                          | Plaça de la Vila, Vilafranca del Penedès | Carregat         | 3de10fm(c), 4de9fa, 9de9f(id), Tde9fm(c), Pde8fm              |       |
| 137 | Castellers de Vilafranca          | 6 d'octubre de 2024    | XXIX Concurs de castells de Tarragona        | Tarraco Arena Plaça, Tarragona           | Descarregat      | 3de10fm, 9de9f(id), 4de9fa(c), 9de9f(c), 4de10fm(c)           |       |
| 138 | Colla Jove Xiquets de Tarragona   | 6 d'octubre de 2024    | XXIX Concurs de castells de Tarragona        | Tarraco Arena Plaça, Tarragona           | Descarregat      | 2de9fm, 3de10fm, 5de9f(c)                                     |       |
| 139 | Colla Joves Xiquets de Valls      | 6 d'octubre de 2024    | XXIX Concurs de castells de Tarragona        | Tarraco Arena Plaça, Tarragona           | Intent           | Pde8fm, 2de8sf(c), 3d10fm(i), 3d10fm(i), 3de9f                |       |
| 140 | Colla Joves Xiquets de Valls      | 6 d'octubre de 2024    | XXIX Concurs de castells de Tarragona        | Tarraco Arena Plaça, Tarragona           | Intent           | Pde8fm, 2de8sf(c), 3d10fm(i), 3d10fm(i), 3de9f                |       |
| 141 | Colla Joves Xiquets de Valls      | 27 d'octubre de 2024   | Diada de Santa Úrsula                        | Plaça del Blat, Valls                    | Carregat         | 3d10fm(c), 2de8sf                                             |       |
| 142 | Colla Vella dels Xiquets de Valls | 27 d'octubre de 2024   | Diada de Santa Úrsula                        | Plaça del Blat, Valls                    | Intent desmuntat | 4de10fm(c), 4de9sf, 3de10fm(id), 3de10fm(id), Pde8fm          |       |
| 143 | Colla Vella dels Xiquets de Valls | 27 d'octubre de 2024   | Diada de Santa Úrsula                        | Plaça del Blat, Valls                    | Intent desmuntat | 4de10fm(c), 4de9sf, 3de10fm(id), 3de10fm(id), Pde8fm          |       |
| 144 | Castellers de Vilafranca          | 1 de novembre de 2024  | Diada de Tots Sants                          | Plaça de la Vila, Vilafranca del Penedès | Intent desmuntat | 4de10fm, 3de10fm(id), Pde9fmp(id), 4de9sf(id), 4de9fa, Pde8fm |       |
| 145 | Castellers de Vilafranca          | 2 d'agost de 2025      | Diada de Festa Major de Vilanova i la Geltrú | Plaça de la Vila, Vilanova i la Geltrú   | Descarregat      | 5de9f, 3de10fm, Tde9fm, Pde7f                                 |       |

| Núm. | Colla                             | Data                   | Diada                                        | Plaça                                    | Resultat         | Actuació                                                      | Notes |
| ---- | --------------------------------- | ---------------------- | -------------------------------------------- | ---------------------------------------- | ---------------- | ------------------------------------------------------------- | ----- |
| 125  | Castellers de Vilafranca          | 30 d'agost de 2022     | Diada de Sant Fèlix                          | Plaça de la Vila, Vilafranca del Penedès | Carregat         | 3de10fm(c), 5de9f, Tde9fm(c), Pde8fm                          |       |
| 126  | Castellers de Vilafranca          | 2 d'octubre de 2022    | XXVIII Concurs de castells de Tarragona      | Tarraco Arena Plaça, Tarragona           | Descarregat      | 3de10fm, 4de10fm(i), 5de9f, 4de9sf(c)                         |       |
| 127  | Castellers de Vilafranca          | 1 de novembre de 2022  | Diada de Tots Sants                          | Plaça de la Vila, Vilafranca del Penedès | Intent desmuntat | 3de10fm(id), 3de10fm(c), Tde9fm, Pde9fmp(c)                   |       |
| 128  | Castellers de Vilafranca          | 1 de novembre de 2022  | Diada de Tots Sants                          | Plaça de la Vila, Vilafranca del Penedès | Carregat         | 3de10fm(id), 3de10fm(c), Tde9fm, Pde9fmp(c)                   |       |
| 129  | Castellers de Vilafranca          | 30 d'agost de 2023     | Diada de Sant Fèlix                          | Plaça de la Vila, Vilafranca del Penedès | Descarregat      | 3de10fm, 4de9fa(c), 7de9f(id), 7de9f, Pde8fm                  |       |
| 130  | Castellers de Vilafranca          | 17 de setembre de 2023 | Diada del primer diumenge de festes          | Plaça de la Font, Tarragona              | Carregat         | Tde9fm, 3de10fm(c), 4de9f, Pde5, Pde5                         |       |
| 131  | Colla Joves Xiquets de Valls      | 22 d'octubre de 2023   | Diada de Santa Úrsula                        | Plaça del Blat, Valls                    | Intent           | 4de9sf, 3de10fm(i), 2de8sf(c), 5de9f, Pde8fm                  |       |
| 132  | Castellers de Vilafranca          | 1 de novembre de 2023  | Diada de Tots Sants                          | Plaça de la Vila, Vilafranca del Penedès | Intent desmuntat | 3de10fm(id), 3de10fm, 9de9f(c), 4de9sf(id), Pde8fm            |       |
| 133  | Castellers de Vilafranca          | 1 de novembre de 2023  | Diada de Tots Sants                          | Plaça de la Vila, Vilafranca del Penedès | Descarregat      | 3de10fm(id), 3de10fm, 9de9f(c), 4de9sf(id), Pde8fm            |       |
| 134  | Castellers de Vilafranca          | 3 d'agost de 2024      | Diada de Festa Major de Vilanova i la Geltrú | Plaça de la Vila, Vilanova i la Geltrú   | Descarregat      | 5de9f, 3de10fm, 4de9fa, Pde8fm                                |       |
| 135  | Castellers de Vilafranca          | 25 d'agost de 2024     | Diada de Festa Major de l'Arboç              | Plaça de la Vila, l'Arboç                | Descarregat      | 4de9fa, 3de10fm, 5de9f, Pde8fm                                |       |
| 136  | Castellers de Vilafranca          | 30 d'agost de 2024     | Diada de Sant Fèlix                          | Plaça de la Vila, Vilafranca del Penedès | Carregat         | 3de10fm(c), 4de9fa, 9de9f(id), Tde9fm(c), Pde8fm              |       |
| 137  | Castellers de Vilafranca          | 6 d'octubre de 2024    | XXIX Concurs de castells de Tarragona        | Tarraco Arena Plaça, Tarragona           | Descarregat      | 3de10fm, 9de9f(id), 4de9fa(c), 9de9f(c), 4de10fm(c)           |       |
| 138  | Colla Jove Xiquets de Tarragona   | 6 d'octubre de 2024    | XXIX Concurs de castells de Tarragona        | Tarraco Arena Plaça, Tarragona           | Descarregat      | 2de9fm, 3de10fm, 5de9f(c)                                     |       |
| 139  | Colla Joves Xiquets de Valls      | 6 d'octubre de 2024    | XXIX Concurs de castells de Tarragona        | Tarraco Arena Plaça, Tarragona           | Intent           | Pde8fm, 2de8sf(c), 3d10fm(i), 3d10fm(i), 3de9f                |       |
| 140  | Colla Joves Xiquets de Valls      | 6 d'octubre de 2024    | XXIX Concurs de castells de Tarragona        | Tarraco Arena Plaça, Tarragona           | Intent           | Pde8fm, 2de8sf(c), 3d10fm(i), 3d10fm(i), 3de9f                |       |
| 141  | Colla Joves Xiquets de Valls      | 27 d'octubre de 2024   | Diada de Santa Úrsula                        | Plaça del Blat, Valls                    | Carregat         | 3d10fm(c), 2de8sf                                             |       |
| 142  | Colla Vella dels Xiquets de Valls | 27 d'octubre de 2024   | Diada de Santa Úrsula                        | Plaça del Blat, Valls                    | Intent desmuntat | 4de10fm(c), 4de9sf, 3de10fm(id), 3de10fm(id), Pde8fm          |       |
| 143  | Colla Vella dels Xiquets de Valls | 27 d'octubre de 2024   | Diada de Santa Úrsula                        | Plaça del Blat, Valls                    | Intent desmuntat | 4de10fm(c), 4de9sf, 3de10fm(id), 3de10fm(id), Pde8fm          |       |
| 144  | Castellers de Vilafranca          | 1 de novembre de 2024  | Diada de Tots Sants                          | Plaça de la Vila, Vilafranca del Penedès | Intent desmuntat | 4de10fm, 3de10fm(id), Pde9fmp(id), 4de9sf(id), 4de9fa, Pde8fm |       |
| 145  | Castellers de Vilafranca          | 2 d'agost de 2025      | Diada de Festa Major de Vilanova i la Geltrú | Plaça de la Vila, Vilanova i la Geltrú   | Descarregat      | 5de9f, 3de10fm, Tde9fm, Pde7f                                 |       |

## Colles

### Assolit

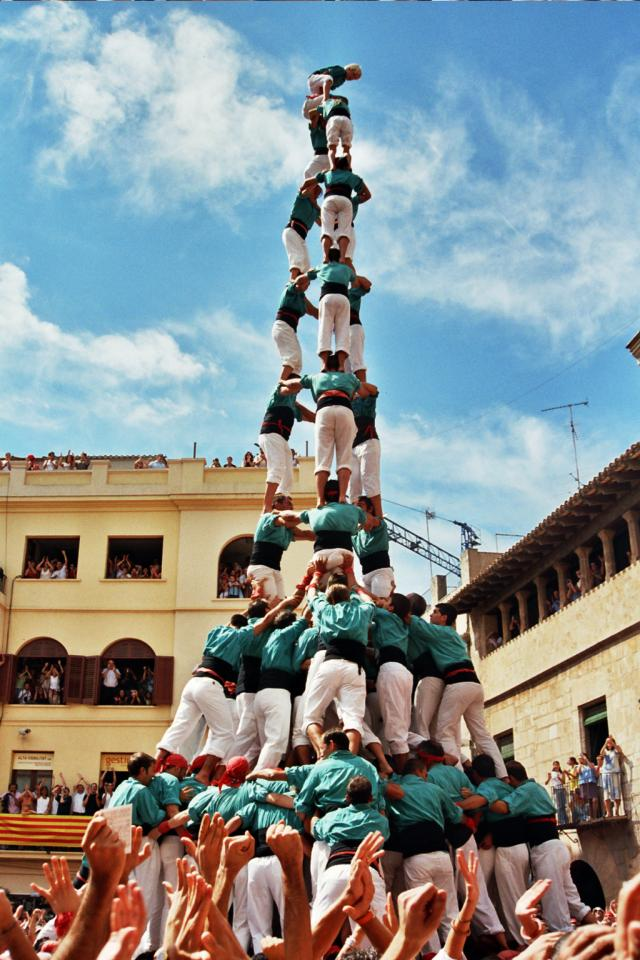
3 de 10 amb folre i manilles carregat l'any 2006 pels Castellers de Vilafranca

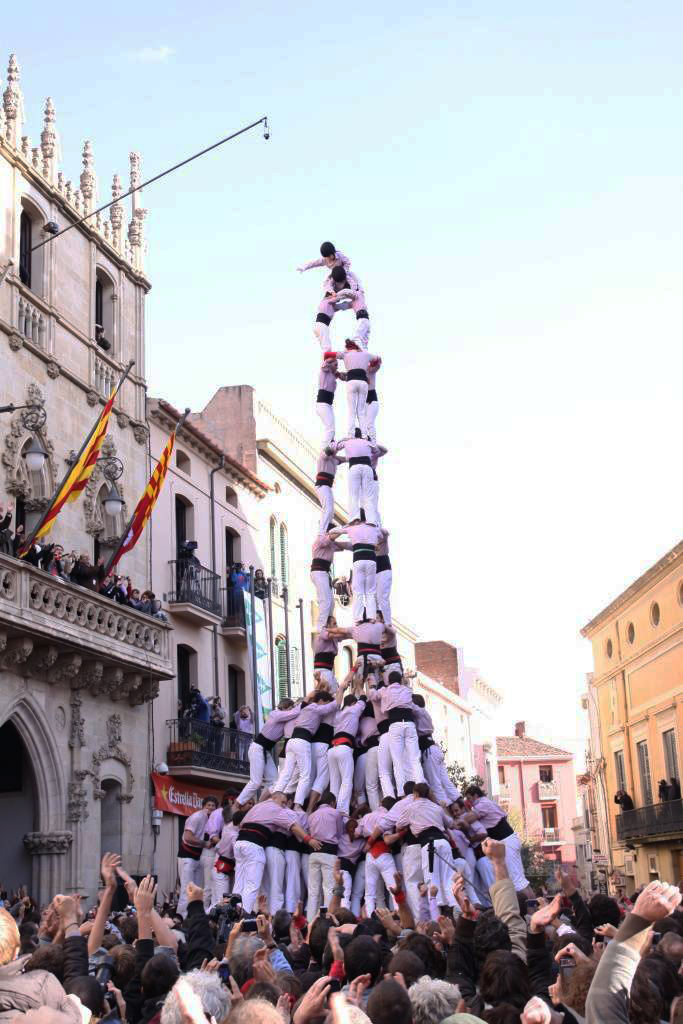
3 de 10 amb folre i manilles carregat pels Minyons de Terrassa, fet 21 de novembre del 2010 en la XXXII Diada de la Colla

Actualment hi ha 5 colles castelleres que han aconseguit fer l'aleta al 3 de 10 amb folre i manilles. La taula següent mostra la data, diada i plaça en què les colles el carregaren o descarregaren per primera vegada:
| Núm. | Colla                             | Carregat         | Diada                                  | Plaça                                    | Descarregat      | Diada                             | Plaça                                    |
| ---- | --------------------------------- | ---------------- | -------------------------------------- | ---------------------------------------- | ---------------- | --------------------------------- | ---------------------------------------- |
| 1    | Minyons de Terrassa               | 22 novembre 1998 | XX Diada dels Minyons de Terrassa      | Plaça Vella, Terrassa                    | 22 novembre 1998 | XX Diada dels Minyons de Terrassa | Plaça Vella, Terrassa                    |
| 2    | Castellers de Vilafranca          | 15 novembre 1998 | Diada castellera                       | Plaça de la Vila, Vilafranca del Penedès | 30 agost 2013    | Diada de Sant Fèlix               | Plaça de la Vila, Vilafranca del Penedès |
| 3    | Colla Vella dels Xiquets de Valls | 8 octubre 2000   | XVIII Concurs de castells de Tarragona | Plaça de Braus, Tarragona                | 3 agost 2016     | Diada de Firagost                 | Plaça del Blat, Valls                    |
| 4    | Colla Jove Xiquets de Tarragona   | 5 octubre 2014   | XXV Concurs de castells de Tarragona   | Plaça de Braus, Tarragona                | 16 octubre 2016  | Diada de Santa Teresa             | Plaça Vella, El Vendrell                 |
| 5    | Colla Joves Xiquets de Valls      | 27 octubre 2024  | Diada de Santa Úrsula                  | Plaça del Blat, Valls                    | No descarregat   | No descarregat                    | No descarregat                           |

## Estadística
Actualitzat a 3 d'agost de 2025

### Nombre de vegades
La següent taula mostra totes les vegades que s'ha intentat el 3 de 10 amb folre i manilles per part de cada colla. La colla que més vegades l'ha portat a plaça són els Castellers de Vilafranca.
| Núm.        | Colla                             | Resultats globals | Resultats globals | Resultats globals | Resultats globals | Total | Resultats parcials | Resultats parcials | Resultats parcials |
| Núm.        | Colla                             | D                 | C                 | I                 | ID                | Total | Assolit (D+C)      | No assolit (I+ID)  | Caigudes (C+I)     |
| ----------- | --------------------------------- | ----------------- | ----------------- | ----------------- | ----------------- | ----- | ------------------ | ------------------ | ------------------ |
| 1           | Castellers de Vilafranca          | 24                | 21                | 21                | 8                 | 74    | 45                 | 29                 | 42                 |
| 2           | Minyons de Terrassa               | 9                 | 9                 | 9                 | 4                 | 31    | 18                 | 13                 | 18                 |
| 3           | Colla Vella dels Xiquets de Valls | 3                 | 7                 | 8                 | 5                 | 23    | 10                 | 13                 | 15                 |
| 4           | Colla Jove Xiquets de Tarragona   | 2                 | 4                 | 2                 | 1                 | 9     | 6                  | 3                  | 6                  |
| 5           | Colla Joves Xiquets de Valls      | 0                 | 1                 | 7                 | 0                 | 8     | 1                  | 7                  | 8                  |
| Total       | Total                             | 38                | 42                | 47                | 18                | 145   | 80                 | 65                 | 89                 |
| Percentatge | Percentatge                       | 26%               | 29%               | 32%               | 12%               | 100%  | 55%                | 45%                | 61%                |

### Poblacions
El 3 de 10 amb folre i manilles s'ha intentat en nou poblacions diferents i en totes s'ha descarregat, assolit així la categoria de plaça de deu. El lloc on més vegades s'ha descarregat és a Vilafranca del Penedès, amb 14 vegades.
| Resultat              |
| --------------------- |
| Descarregat (D)       |
| Carregat (C)          |
| Intent (I)            |
| Intent desmuntat (ID) |

| Núm.  | Població               | D  | C  | I  | ID | Total |
| ----- | ---------------------- | -- | -- | -- | -- | ----- |
| 1     | Vilafranca del Penedès | 14 | 14 | 19 | 9  | 56    |
| 2     | Tarragona              | 6  | 14 | 10 | 0  | 30    |
| 3     | Terrassa               | 5  | 7  | 7  | 3  | 22    |
| 4     | Vilanova i la Geltrú   | 4  | 2  | 0  | 0  | 6     |
| 5     | L'Arboç                | 3  | 1  | 0  | 1  | 5     |
| 6     | Valls                  | 2  | 3  | 10 | 4  | 19    |
| 7     | Girona                 | 2  | 1  | 0  | 1  | 4     |
| 8     | Barcelona              | 1  | 0  | 1  | 0  | 2     |
| 9     | El Vendrell            | 1  | 0  | 0  | 0  | 1     |
| Total | Total                  | 38 | 42 | 47 | 18 | 145   |

### Temporades
La taula següent mostra totes les ocasions en què el 3 de 10 amb folre i manilles ha sigut intentat per les colles al llarg de les temporades, des del primer intent l'any 1998.
| Núm.  | Colla                             | 1998            | 1999 | 2000   | 2001   | 2002       | 2003   | 2004   | 2005   | 2006   | 2007    |  | 2009 | 2010        | 2011        | 2012 | 2013        | 2014            | 2015            | 2016              | 2017    | 2018        | 2019   |  | 2022        | 2023            | 2024            | 2025 | Total               |
| ----- | --------------------------------- | --------------- | ---- | ------ | ------ | ---------- | ------ | ------ | ------ | ------ | ------- |  | ---- | ----------- | ----------- | ---- | ----------- | --------------- | --------------- | ----------------- | ------- | ----------- | ------ |  | ----------- | --------------- | --------------- | ---- | ------------------- |
| 1     | Castellers de Vilafranca          | 1c, 3i          | 2i   | 4i     | 1c, 1i | 1c, 3i     | 1c     | 1i     | 1c     | 1c, 1i | 1i, 1id |  | 2i   | 1i          | 1c, 2i      |      | 2d          | 3c,1id          | 1d, 2c, 1id     | 6d, 1id,          | 3d, 2c  | 4d          | 1d, 3c |  | 1d, 2c, 1id | 2d, 1c, 1id     | 3d, 1c, 1id     | 1d   | 24d, 21c, 21i, 8id  |
| 2     | Minyons de Terrassa               | 1d, 1i, 1id     |      | 1c     | 1i     | 1d         | 1i     | 1c     | 1i     |        |         |  | 1i   | 1c, 1id     | 2i, 1id     | 1i   |             | 1d, 1c          | 4d, 1id         | 2d, 2c            | 2c, 1i  |             | 1c     |  |             |                 |                 |      | 9d, 9c, 9i, 4id     |
| 3     | Colla Vella dels Xiquets de Valls |                 |      | 1c, 1i |        |            |        |        |        |        |         |  |      |             |             |      | 2i, 1id     | 1c, 2i          | 2c, 1i          | 3d, 1c, 1i        | 1i, 1id | 2c, 1id     |        |  |             |                 | 2id             |      | 3d, 7c, 8i, 5id     |
| 4     | Colla Jove Xiquets de Tarragona   |                 |      |        |        |            |        |        |        |        |         |  |      |             |             |      |             | 1c              | 1i              | 1d, 1i            | 1c      | 2c          | 1id    |  |             |                 | 1d              |      | 2d, 4c, 2i, 1id     |
| 5     | Colla Joves Xiquets de Valls      |                 |      |        |        |            |        |        |        |        |         |  |      |             |             |      |             |                 | 2i              | 2i                |         |             |        |  |             | 1i              | 1c, 2i          |      | 1c, 7i              |
| Total | Total                             | 1d, 1c, 4i, 1id | 2i   | 2c, 5i | 1c, 2i | 1d, 1c, 3i | 1c, 1i | 1c, 1i | 1c, 1i | 1c, 1i | 1i, 1id |  | 3i   | 1c, 1i, 1id | 1c, 4i, 1id | 1i   | 2d, 2i, 1id | 1d, 6c, 2i, 1id | 5d, 4c, 4i, 2id | 12d, 3c, 4i, 1id, | 2c, 1i  | 4d, 4c, 1id | 1c     |  | 1d, 2c, 1id | 2d, 1c, 1i, 1id | 4d, 2c, 2i, 3id | 1d   | 38d, 42c, 47i, 18id |